# Machico
Machico（まちこ、1992年3月25日 - ）は、日本の女性歌手、声優。広島県呉市出身。スタイルキューブ所属。所属レーベルは日本コロムビア。本名は齊藤 真知子（さいとう まちこ）。

## 来歴
幼少期に観たディズニー作品で歌が好きになり、歌手になりたいと思うようになる。最初に憧れた歌手はBoA。高校時代は軽音楽部に入部し、文化祭のステージで人前で歌う楽しさを知った。また、カラオケで友人が歌うfripSideの「only my railgun」に衝撃を受け、アニソンに興味を持つ。高校2年生の時、地元の声優養成校のオープンキャンパスでアフレコ体験をし、声優志望を持つようになる。最初に憧れた声優は山寺宏一。
医療事務の専門学校で資格を取りつつ色々なオーディションを受け、2011年、ホリプロ主催の「第36回ホリプロタレントスカウトキャラバン 次世代声優アーティストオーディション」に応募。ファイナルに進出し、グランプリは逃すも、ステージでの活躍がスタッフの目に留まり、ホリプロからデビューが決定する。
2012年5月23日にminoriのPCゲーム『すぴぱら - Alice the magical conductor.』のメインテーマソング「Magical Happy Show!」でソロ歌手としてメジャーデビュー。2014年6月11日に1stアルバム『COLORS』を発売。同年10月10日に初のワンマンライブを目黒鹿鳴館にて開催した。
2015年4月8日には2ndアルバム『COLORSII -RML-』を発売。カバー曲に加えて初めて自身が作詞を手掛けたオリジナル曲を収録している。アルバムタイトルの「RML」には「R=Right M=Machico L=Left」という意味がある。また5月には同アルバムを引っ提げて東阪ライブツアーを開催した。
声優としては2013年にソーシャルゲーム『アイドルマスター ミリオンライブ!』の伊吹翼役でデビューした。2015年には「聖剣使いの禁呪詠唱」のソフィア・メルテザッカー役として、テレビアニメでは初のレギュラーを演じる。
2013年10月からは同期で「次世代声優アーティストオーディション」のグランプリ・田所あずさ、ファイナリストである大橋彩香、木戸衣吹、山崎エリイらとアニメソング、ゲームソングのカバーライブイベント「Anisong Ichiban!! presented by HoriPro」を定期的に開催している。
2016年12月13日、公式サイトにてファンクラブ「ZO≒NA」が開設された。
2019年4月24日、アニメ『ライフル・イズ・ビューティフル』の公認アイドルユニット「ライフリング4」に小倉ひかり役として参加。
2020年2月より放送開始のテレビアニメ『ヒーリングっど♥プリキュア』で前期エンディングテーマを担当、翌2021年2月より放送開始のテレビアニメ『トロピカル〜ジュ!プリキュア』ではオープニングテーマを担当する。2022年2月より放送開始の『デリシャスパーティ♡プリキュア』も引き続きオープニングテーマを担当している。
2021年4月21日付で地元である広島県呉市の観光特使を委嘱される。また2023年2月1日付で呉市にあるクレイトンベイホテルの公式アンバサダーにも就任している。
2022年11月30日をもって、ホリプロインターナショナルを退所、翌12月1日よりスタイルキューブに移籍した。あわせて2023年5月13日・14日に開催を予定していた呉市での凱旋ライブについて、同月19日から21日に広島市で開催予定の第49回先進国首脳会議（G7広島サミット）に伴う宿泊施設・交通網の混乱を懸念したことから中止となったことも発表、その後改めて2024年5月4日・5日に凱旋ライブを開催した。

## 人物
好物はラーメンとホットドッグ、タマネギ。特に油っぽいラーメンを食べるのが自身独自の体調管理法であるという。
母方の祖父母が農家であり、本人も帰省の際は農作業を手伝うことがあるほか、田植機・コンバインの操縦を特技としている。こうした事から「農業声優」を自称しており、自身のYouTubeチャンネルで農作業の様子を公開したり、AuDeeではネットラジオ『農業声優Machicoの週末ノウカー』のパーソナリティも務めている。2022年7月からは地元広島の農協グループ「JAグループ広島」の広報担当にも起用、同年12月には「広島『地産地消』デリシャス大使」に就任している。
芸名の由来は海外でも通じやすいこと、「ko」よりも「co」のほうが字並びが良いことの2つである。
歌手として活動を始めた頃は周りから否定されるのが怖くてなるべく角が立たないように自分を飾っていたが、ラジオで共演した声優の岩田光央から「ありのままでいい」と言われ、それから服装やメイク、言葉遣いを自分の好きなようにやってみた。すると意外と周囲に受け入れられたので、2017年のインタビューでは「今思うと、あの頃の自分は何を悩んでいたのやら!という感じです（笑）」と振り返っている。昔から歌うのが好きであったが、それが職業となると不安ばかりであった。しかしホリプロの先輩であるMay'nのライブを何度か観賞しに行くうちに、自分を解放して歌う姿が非常に格好いいと痛感。ステージで閉鎖的であった自身を恥じ、これが自分のどういう部分を見せたらファンが喜ぶかを考えるきっかけになった。
絵をかくのが好きであり、ブログ・Twitter・Instagramなどで度々その腕前を披露しているが、本人は「私は奇妙なものしか描けない」と語っている。また、父が板金塗装をしながらピンストライパーとして仕事をしていたことと母の字がきれいであったことに影響を受けたのか、書道を習っていないのにもかかわらず達筆である。
広島出身である事から、地元のプロ野球球団広島東洋カープのファン。球団歌・応援歌『それ行けカープ 〜若き鯉たち〜』の2022年版リレー映像にも参加している。2023年4月20日には阪神甲子園球場での阪神タイガースと『この素晴らしい世界に祝福を！』とのコラボ試合となった阪神対広島戦にて自身初の始球式を務めている。
2016年1月あたりから、ゲーム『アイドルマスター ミリオンライブ!』でも共演する声優の山崎はるか（春日未来 役）、愛美（ジュリア 役）、髙橋ミナミ（馬場このみ 役）らと仲が良く、お泊まり会をしたり、カラオケへ行ったり、お茶をしたりしている様子が彼女らのツイッターやブログなどで報告されている。この4名は自分たちの名前の一部をとって「まち吉あいみーな」と呼び合い非常に仲がいい。また同じ広島県出身でプリキュアシリーズの歌手として共に活動することがある吉武千颯とも仲が良く、Machicoの「公式妹」として認定も受けている。
2016年4月に3rdアルバムのコンセプトにあわせてロングヘアからショートヘアにイメチェンを行ったが、2020年頃より再びロングヘアーに回帰しつつある。また、デビュー当初は黒髪であったが最近は様々な髪色を楽しんでいる。

## 出演
太字はメインキャラクター。

### テレビアニメ
2014年
- グラスリップ（水泳部員A）

2015年
- 夜ノヤッターマン（女の子A）
- 聖剣使いの禁呪詠唱（ソフィア・メルテザッカー）
- それが声優!（まちこ）

2016年
- 三者三葉（西山芹奈）
- ハンドレッド （ナクリー）

2017年
- キラキラ☆プリキュアアラモード（岬あやね）
- 終末なにしてますか? 忙しいですか? 救ってもらっていいですか?（アイセア・マイゼ・ヴァルガリス）

2018年
- りゅうおうのおしごと!（月夜見坂燎）
- ウマ娘 プリティーダービー（2018年 - 2023年、トウカイテイオー） - 3シリーズ

2019年
- ライフル・イズ・ビューティフル（2019年 - 2020年、小倉ひかり）

2020年
- うまよん（トウカイテイオー）
- いわかける! - Sport Climbing Girls -（大場久怜亜）

2022年
- ぷちセカ（草薙寧々）

2023年
- 異世界のんびり農家（セナ）
- アイドルマスター ミリオンライブ!（伊吹翼）

2024年
- ひみつのアイプリ（2024年 - 2025年、青空ひいろ、フクちゃん） - 2シリーズ
- VTuberなんだが配信切り忘れたら伝説になってた（祭屋光）
- マーダーミステリー・オブ・ザ・デッド（ローレライ / 小森愛未）

2025年
- 俺は星間国家の悪徳領主!（レーダー手）

2026年
- デッドアカウント（灰島ひより）

### 劇場アニメ
- 劇場版IDOL舞SHOW（2022年、不破ひかる[65]）
- ガディガルズ（2022年、ローリー・ランチェスター[66]）
- 劇場版プロジェクトセカイ 壊れたセカイと歌えないミク（2025年、草薙寧々[67]）

### OVA
- ウマ娘 プリティーダービー BNWの誓い（2018年、トウカイテイオー）
- うまよん（2021年、トウカイテイオー） - Blu-ray BOX新作ショートアニメ

### Webアニメ
- ゲーム『ウマ娘 プリティーダービー』1st Anniversary Special Animation（2022年、トウカイテイオー[68]）
- 風都探偵（2022年、森口もな子 / 風祭メグ[69][70]）
- うまゆる（2022年 - 2023年、トウカイテイオー）

### ゲーム
2013年
- アイドルマスターシリーズ（2013年 - 2025年、伊吹翼） - 6作品

2014年
- しんぐんデストロ〜イ!（伊吹翼）
- 巫女の杜（浅見奈織子）

2015年
- 家電少女（ヨーデル、アン）
- 編隊少女 -フォーメーションガールズ-（ナンシー・クルーガー）

2017年
- ゴシックは魔法乙女〜さっさと契約しなさい!〜（アイセア・マイゼ・ヴァルガリス）
- ビーナスイレブンびびっど！（アイセア・マイゼ・ヴァルガリス）
- ウチの姫さまがいちばんカワイイ（アイセア・マイゼ・ヴァルガリス）

2018年
- モン娘☆は〜れむ（イノセント）
- ブレイブソード×ブレイズソウル（ソウルテイカー）

2019年
- メリーガーランド（ルミナス）
- ハローヒーロー：Epic Battle（2019年 - 2020年、クレオパトラ、カタリナ ）
- けものフレンズ3（チャップマンシマウマ）
- マギアレコード 魔法少女まどか☆マギカ外伝（史乃沙優希）

2020年
- ロストディケイド（リリエル）
- きららファンタジア（西山芹奈）
- プロジェクトセカイ カラフルステージ! feat. 初音ミク（2020年 - 2024年、草薙寧々）
- ホーンテッド・オバケストラ（2020年 - 2022年、那須雪葉〈女〉） - 2作品
- りゅうおうのおしごと!（月夜見坂燎）

2021年
- ウマ娘 プリティーダービー（2021年 - 2024年、トウカイテイオー）
- モンスターストライク（2021年 - 2023年、胡木、ガラティーン）
- ナナリズムダッシュ（リン）
- Fate/Grand Order（2021年 - 2022年、謎の蘭丸X）

2022年
- グランブルーファンタジー（2022年 - 2024年、ティラ、トウカイテイオー）
- Shadowverse（トウカイテイオー）
- N-INNOCENCE-（ロスヴァイセ）
- ユグドラ・レゾナンス（ロレッタ）
- 聖塔神記 トリニティトリガー（ライム・ヴェール）
- Muse Dash（霧雨魔理沙）
- クイズRPG 魔法使いと黒猫のウィズ（伊藤てすら）

2023年
- 転生したらスライムだった件 魔王と竜の建国譚（伊吹翼）
- グランブルーファンタジー ヴァーサス -ライジング-（トウカイテイオー）

2024年
- ウマ娘 プリティーダービー 熱血ハチャメチャ大感謝祭!（トウカイテイオー）
- レゾナンス:無限号列車（フェニーア）
- 魔女のふろーらいふ（瀬名川リリヤ）
- ゼンレスゾーンゼロ（蒼角）

2025年
- おねがい社長！（エルビア）

### ドラマCD
- アイドルマスター ミリオンライブ！ シリーズ（2013年 - 、伊吹翼）
- ウマ娘 プリティーダービー シリーズ（2016年 - 2018年、トウカイテイオー） - 16作品[一覧 5]

### オーディオドラマ
- おしごとねいろ〜スパリゾート編〜（2021年、宮村紗千花）
- プロジェクトセカイ カラフルステージ! feat. 初音ミク ボイスドラマ（2021年 - 2022年、草薙寧々） - 2作品[一覧 6]

### 映像商品
- THE IDOLM@STER M@STERS OF IDOL WORLD!!2014（2014年）[110]
- THE IDOLM@STER MILLION LIVE! 1stLIVE HAPPY☆PERFORM@NCE!! Blu-ray（2014年）[111]
- U・N・M・E・I ライブ【BD付限定盤B】（2014年）[112]
- Animelo Summer Live 2014 -ONENESS- 8.30（2015年、アイドルマスターミリオンスターズとして出演）[113]
- THE IDOLM@STER MILLION LIVE! 2ndLIVE ENJOY H@RMONY!! Live Blu-ray（2015年）[114]
- THE IDOLM@STER M@STER OF IDOL WORLD!!2015 Live Blu-ray（2016年）[115]
- THE IDOLM@STER MILLION LIVE! 3rdLIVE TOUR BELIEVE MY DRE@M!! LIVE Blu-ray （2016年）[116][117][118][119][120][121]
- THE IDOLM@STER MILLION LIVE! 4thLIVE TH@NK YOU for SMILE! LIVE Blu-ray（2018年）[122]
- Animelo Summer Live 2017 -THE CARD- Blu-ray（2018年、Machico個人名義、アイドルマスターミリオンスターズとして出演）[123]
- THE IDOLM@STER 765 MILLIONSTARS HOTCHPOTCH FESTIV@L!! LIVE Blu-ray DAY2（2018年）[124][125]
- Animelo Summer Live 2018 “OK!" Blu-ray（2019年、アイドルマスターミリオンライブ！ミリオンスターズとして出演）[126]
- THE IDOLM@STER MILLION LIVE! 5thLIVE BRAND NEW PERFORM@NCE!!! LIVE Blu-ray（2019年）[127]
- THE IDOLM@STER MILLION LIVE! 6thLIVE TOUR UNI-ON@IR!!!! LIVE Blu-ray（2020年）[128][129]
- バンダイナムコエンターテインメントフェスティバル 2days LIVE Blu-ray（2020年）[130]
- ヒーリングっど♥プリキュア 感謝祭（2021年）[131]
- THE IDOLM@STER MILLION LIVE! 7thLIVE Q@MP FLYER!!! Reburn LIVE Blu-ray DAY2（2022年）[132][133][134]
- トロピカル〜ジュ!プリキュアLIVE2021 Viva!トロピカSUMMER!LIVE（2022年）[135]
- セカイシンフォニー Sekai Symphony 2021 Live Blu-ray（2022年）[136]
- トロピカル〜ジュ！プリキュア 感謝祭（2022年）[137]
- デリシャスパーティ♡プリキュアLIVE2022 Cheers!Delicious LIVE Party♡（2023年）[138]
- デリシャスパーティ♡プリキュア感謝祭（2023年）[139]

### テレビ番組
※はインターネット配信。
- SHIKI-ORIORI（2014年、WAKUWAKU JAPAN）MC
- 電波諜報局（2013年 - 2016年 、ニコニコ生放送※）
- 瀬戸にゃん海（2017年、広島ホームテレビ）ナレーション
- Machicoのあそんでつくろ！（2019年 - 、ニコニコ生放送※）
- プロジェクトセカイ ワンダショちゃんねる（2020年 - 、YouTube※、ニコニコ生放送※、Periscope※）

### ラジオ
※はインターネット配信。
- メゾン・ド・イーコエの2h（2015年、超!A&G+※）
- 光央とMachicoのカフェ・ド・ボイス・ダイアリー（2015年 - 2016年、ListenRadio※→超!A&G+※）ウェイトレス 役
- ぱかラジッ!〜ウマ娘広報部〜（2016年 - 2019年、HiBiKi Radio Station※）[140]
- アニコロ！（2017年 - 2020年、i-dio アニソンHOLIC）
- 仲村宗悟・Machicoのらくおん（2018年 - 2022年、FRESH! 響チャンネル※[141]、ニコニコ生放送※）
- まぁたんゆりりん（2021年 - 、ニコニコ生放送※）[142]
- 農業声優Machicoの週末ノウカー（2022年 - 、AuDee※）
- 仲村宗悟・Machicoの月曜、空いてますか?（2022年 - 、ニコニコチャンネルプラス※[143]）
- 耳にもおいしいラジオ supported by JA全農（2022年、AuDee※）：2022年4月 - 6月期ナビゲーター[144]
- 豊田萌絵 with もえころがし（2024年 - 2025年、超!A&G+※）：2024年3月[145]、2025年3月第1週アシスタント

### ラジオドラマ
※はインターネット配信。
- ぱかラジッ!〜ウマ娘広報部〜内「メイクデビュー・トレセン学園」（2017年、HiBiKi Radio Station※）
- ぱかラジッ!〜ウマ娘広報部〜内「アニメ『ウマ娘 プリティーダービー』サイドストーリー」（2018年、HiBiKi Radio Station※）[146]
- 心をほぐす音声番組『よみほぐ』 第38回 桃太郎（2018年、目黒FM）

### 朗読劇
- りーでぃんぐ☆ぱーてぃーvol.2（2018年1月11日 - 14日）
- 音楽朗読劇『ヘブンズ・レコード　〜青空篇〜』（東京公演：2018年10月10日 - 12日、神戸公演：2018年10月18日 - 21日、春香役）
- 声優×芸人朗読劇　WARAI-GOE（2021年11月1日 - 7日）
- 音楽朗読劇 『モンテ・クリスト伯』（2021年11月13日、メルセデス役）
- 音楽朗読劇『ヘブンズ・レコード #2022』（大阪公演：2022年1月14日 - 16日、東京公演：2022年1月27日 - 30日、ユウミ役）※公演中止
- Apollo Bay Presents Reading Live シスターズ４ 〜この世界は平和かもしれない〜 （2022年3月12日 - 13日、水野イクミ、玲子、あみ役）
- 朗読劇『ネコたん！〜猫町怪異奇譚〜』（2024年5月18日、龍石李依役[147]）

### 舞台
- SEPT ReAnimation『ARIARIUM(アリアリウム)』 （2022年6月8日 - 12日[148]）

### パチンコ・パチスロ
- Pフィーバー アイドルマスター ミリオンライブ!（2021年、伊吹翼[149]）
- パチスロ アイドルマスター ミリオンライブ!（2021年、伊吹翼[150]）

### その他コンテンツ
- 【ポケモン公式】童謡「すてきなゆきげしき〜ウィンターワンダーランド」－ポケモン Kids TV【こどものうた】（2020年[151]）
- 呉信用金庫テレビCM（2022年、れもネコ、ナレーション[152]）
- Bee本舗秋葉原店 イメージキャラクター 秋葉みつ（2022年[153]）
- キャラクタープロジェクト「swing,sing」（2022年 - 、瀬戸明日葉[154]）
- ひろしま地産地消ファンクラブ公式キャラクター「ひろしまさんちょくん」（2022年 - [155]）
- DMM TV（2023年、番宣ナレーション〈2代目〉[156]）
- 呉市海事歴史科学館（大和ミュージアム）「VR大和ミュージアム」（2024年、ナレーション[157]）
- のあ先輩はともだち。ボイスコミック（2024年、早乙女望愛[158]）
- ローソンCSほっとステーション『劇場版プロジェクトセカイ 壊れたセカイと歌えないミク キャンペーン』（2025年[159]）

## ディスコグラフィ

### シングル
|        | 発売日        | タイトル             | 規格品番     | 規格品番   | オリコン最高位 |
| 限定盤 | 発売日        | タイトル             | 通常盤       |            | オリコン最高位 |
| ------ | ------------- | -------------------- | ------------ | ---------- | -------------- |
| 1st    | 2012年5月23日 | Magical Happy Show ! | GNCA-0238    | GNCA-0239  | 87位           |
| 2nd    | 2016年1月27日 | fantastic dreamer    | COZC-1122/3  | COCC-17102 | 42位           |
| 3rd    | 2016年11月9日 | 勇気のつばさ         |              | COCC-17139 | 114位          |
| 4th    | 2017年2月1日  | TOMORROW             | COZC-1285/6  | COCC-17249 | 23位           |
| 5th    | 2018年1月31日 | コレカラ             | COZC-1396/7  | COCC-17396 | 32位           |
| 6th    | 2019年1月30日 | STAND UP!/またあした |              | COCC-17557 | 79位           |
| 7th    | 2019年8月28日 | 1ミリ Symphony       | COZC-1568/9  | COCC-17659 | 42位           |
| 8th    | 2022年1月12日 | ENISHI               |              | COCC-17921 | 43位           |
| 9th    | 2023年4月26日 | STAY FREE            | COZC-1996/7  | COCC-18112 | 31位           |
| 10th   | 2024年4月10日 | Growing Up           | COZC-2079/80 | COCC-18195 | 24位           |

### デジタルシングル
|     | 発売日         | タイトル             | 規格品番   | オリコン最高位 |
| --- | -------------- | -------------------- | ---------- | -------------- |
| 1st | 2024年10月23日 | 有頂天               | COKM-45290 | TBN            |
| 2nd | 2024年11月6日  | 好き嫌いニュービート | COKM-45292 | TBN            |

### アルバム
|        | 発売日         | タイトル                            | 規格品番     | 規格品番   | オリコン最高位 |
| 限定盤 | 発売日         | タイトル                            | 通常盤       |            | オリコン最高位 |
| ------ | -------------- | ----------------------------------- | ------------ | ---------- | -------------- |
| 1st    | 2014年6月11日  | COLORS                              |              | LNCM-1051  | 64位           |
| 2nd    | 2015年4月8日   | COLORSII -RML-                      |              | LNCM-1090  | 86位           |
| 3rd    | 2016年7月27日  | Ambitious*                          | LNZM-1142/3  | LNCM-1144  | 63位           |
| 4th    | 2017年5月24日  | SOL                                 | COZX-1324/5  | COCX-39951 | 68位           |
| 5th    | 2019年11月13日 | マチビトサガシ                      | COZX-1593/4  | COCX-40992 | 56位           |
| ベスト | 2022年7月20日  | 10th Anniversary Album -Trajectory- | COZX-1930/1  | COCX-41809 | 56位           |
| ベスト | 2022年12月21日 | Machico♡プリキュアのうた!           | MJSA-01345/6 | MJSA-01347 | TBN            |

### タイアップ曲
| 楽曲                                      | タイアップ                                                                               | 時期   |
| ----------------------------------------- | ---------------------------------------------------------------------------------------- | ------ |
| Magical Happy Show !                      | ゲーム『すぴぱら - Alice the magical conductor.』メインテーマソング                      | 2012年 |
| 禁断の運命                                | ゲーム『RE:VICE[D]』挿入歌                                                               | 2014年 |
| thread a needle                           | ゲーム『限界凸起 モエロクリスタル』オープニングテーマ                                    | 2015年 |
| 一緒に帰ろう                              | ゲーム『限界凸起 モエロクリスタル』エンディングテーマ                                    | 2015年 |
| fantastic dreamer                         | テレビアニメ『この素晴らしい世界に祝福を！』オープニングテーマ                           | 2016年 |
| Girls Be Ambitious!!                      | 情報番組『アニメマシテ』7月度エンディングテーマ                                          | 2016年 |
| Break the ice                             | ゲーム『限界凸旗 セブンパイレーツ』オープニングテーマ                                    | 2016年 |
| BRAND NEW WORLD〜明日へのグラデーション〜 | ゲーム『限界凸旗 セブンパイレーツ』エンディングテーマ                                    | 2016年 |
| 勇気のつばさ                              | テレビアニメ『12歳。〜ちっちゃなムネのトキメキ〜』セカンドシーズンエンディングテーマ     | 2016年 |
| TOMORROW                                  | テレビアニメ『この素晴らしい世界に祝福を！2』オープニングテーマ                          | 2017年 |
| Million Smile                             | ゲーム『この素晴らしい世界に祝福を！ -この欲深いゲームに審判を！-』オープニングテーマ    | 2017年 |
| コレカラ                                  | テレビアニメ『りゅうおうのおしごと！』オープニングテーマ                                 | 2018年 |
| STAND UP!                                 | ゲーム『この素晴らしい世界に祝福を！〜希望の迷宮と集いし冒険者たち〜』オープニングテーマ | 2019年 |
| またあした                                | ゲーム『この素晴らしい世界に祝福を！〜希望の迷宮と集いし冒険者たち〜』エンディングテーマ | 2019年 |
| 1ミリ Symphony                            | 劇場アニメ『映画 この素晴らしい世界に祝福を！紅伝説』テーマソング                        | 2019年 |
| It's so fine!                             | ゲーム『この素晴らしい世界に祝福を！〜この欲望の衣装に寵愛を！〜』オープニングテーマ     | 2020年 |
| ソノサキへ                                | ゲーム『りゅうおうのおしごと！』オープニングテーマ                                       | 2020年 |
| ENISHI                                    | テレビアニメ『幻想三國誌 -天元霊心記-』オープニングテーマ                                | 2022年 |
| To be come                                | パチスロ『この素晴らしい世界に祝福を！』搭載曲                                           | 2022年 |
| BLAST                                     | ゲーム『この素晴らしい世界に祝福を！〜呪いの遺物と惑いし冒険者たち〜』オープニングテーマ | 2022年 |
| STAY FREE                                 | テレビアニメ『この素晴らしい世界に爆焔を！』オープニングテーマ                           | 2023年 |
| Growing Up                                | テレビアニメ『この素晴らしい世界に祝福を！3』オープニングテーマ                          | 2024年 |
| タビノシルベ                              | パチンコ『Pこの素晴らしい世界に祝福を！「このラッキートリガーに祝福を！」』搭載曲        | 2024年 |

### 歌手参加作品
| 発売日   | 商品名                                                                                        | 歌 | 楽曲 | 備考 |
| 2017年   | 2017年                                                                                        | 2017年 | 2017年 | 2017年 |
| -------- | --------------------------------------------------------------------------------------------- | --- | --- | --- |
| 5月17日  | Playing The World                                                                             | オーイシマサヨシ（OxT）、KISHOW（GRANRODEO）、鈴木このみ、茅原実里、TRUE、DRAMATIC STARS、中島愛、南條愛乃（fripSide）、羽多野渉、春奈るな、Pyxis、早見沙織、Machico、Minami、三森すずこ                     | 「Playing The World」 | ライブイベント『Animelo Summer Live 2017 -THE CARD-』テーマソング                                                                                               |
| 8月23日  | Million Smile/101匹目の羊                                                                     | Machico | 「Million Smile」 | ゲーム『この素晴らしい世界に祝福を！ -この欲深いゲームに審判を！-』オープニングテーマ                                                                           |
| 2018年   |                                                                                               | | | |
| 5月16日  | Stand by...MUSIC!!!                                                                           | アイドルマスター SideM、アイドルマスター ミリオンライブ！ ミリオンスターズ、亜咲花、伊藤美来、内田彩、内田真礼、オーイシマサヨシ、GRANRODEO（KISHOW）、鈴木このみ、鈴木みのり、竹達彩奈、TRUE、fhána、悠木碧 | 「Stand by...MUSIC!!!」 | ライブイベント『Animelo Summer Live 2018 "OK!"』テーマソング |
| 2019年   |                                                                                               | | | |
| 10月4日  | 声のプロが物語を読んで心をほぐす よみほぐI                                                    | Machico | 「さすらいネコが駆けてゆく」 | 「声のプロが物語を読んで心をほぐす よみほぐI」エンディングテーマ                                                                                                |
| 2020年   |                                                                                               | | | |
| 3月25日  | ヒーリングっど♥プリキュア Touch!!/ミラクルっと♥Link Ring!                                     | Machico | 「ミラクルっと♥Link Ring!」 | テレビアニメ『ヒーリングっど♥プリキュア』前期エンディングテーマ                                                                                                 |
| 5月13日  | この素晴らしい世界に祝福を！ファンタスティックデイズ テーマソングシングル                     | Machico | 「Happy Magic」 | ゲーム『この素晴らしい世界に祝福を！ファンタスティックデイズ』主題歌                                                                                            |
| 7月8日   | ヒーリングっど♥プリキュア ボーカルアルバム 〜Voice of life〜                                  | Machico | 「LOVE FOR ALL」 | テレビアニメ『ヒーリングっど♥プリキュア』関連曲 |
| 7月8日   | ヒーリングっど♥プリキュア ボーカルアルバム 〜Voice of life〜                                  | Machico with 吉武千颯 | 「Good Good ハ〜イ!!」 | テレビアニメ『ヒーリングっど♥プリキュア』関連曲 |
| 9月9日   | エビバディ☆ヒーリングッデイ！                                                                 | 北川理恵、Machico、宮本佳那子 | 「Let's手と手でキュン！」 | テレビアニメ『ヒーリングっど♥プリキュア』関連曲 |
| 10月21日 | It's so fine!/雨やどり                                                                        | Machico | 「It's so fine!」 | ゲーム『この素晴らしい世界に祝福を！ 〜この欲望の衣装に寵愛を！〜』オープニングテーマ                                                                           |
| 10月28日 | Circle Love〜サクラ〜                                                                         | Machico | 「若葉のころ」 | 劇場アニメ『映画 プリキュアミラクルリープ みんなとの不思議な1日』イメージソング                                                                                 |
| 11月25日 | りゅうおうのおしごと！ ソング・コレクション                                                   | Machico | 「ソノサキへ」 | ゲーム『りゅうおうのおしごと！』オープニングテーマ |
| 2021年   |                                                                                               | | | |
| 3月17日  | Grace Flowers/やくそく                                                                        | Machico | 「やくそく」 | 劇場アニメ『映画 ヒーリングっど♥プリキュア ゆめのまちでキュン!っとGoGo!大変身!!』エンディングテーマ                                                             |
| 4月7日   | Viva! Spark!トロピカル〜ジュ!プリキュア/トロピカ I・N・G                                      | Machico | 「Viva! Spark!トロピカル〜ジュ！プリキュア」 | テレビアニメ『トロピカル〜ジュ!プリキュア』前期オープニングテーマ                                                                                               |
| 7月21日  | トロピカル〜ジュ！プリキュア ボーカルアルバム 〜トロピカる！MUSIC BOX〜                       | 吉武千颯 / コーラス：北川理恵、Machico | 「Brave Parade」 | テレビアニメ『トロピカル〜ジュ！プリキュア』関連曲 |
| 7月21日  | トロピカル〜ジュ！プリキュア ボーカルアルバム 〜トロピカる！MUSIC BOX〜                       | Machico / コーラス：北川理恵、吉武千颯 | 「CLAP!〜勇気を鳴らせ〜」 | テレビアニメ『トロピカル〜ジュ！プリキュア』関連曲 |
| 7月21日  | トロピカル〜ジュ！プリキュア ボーカルアルバム 〜トロピカる！MUSIC BOX〜                       | Machico | 「シェアして！プリキュア Machico Ver.」 | テレビアニメ『トロピカル〜ジュ！プリキュア』関連曲 |
| 8月11日  | Viva! Spark!トロピカル〜ジュ!プリキュア with トロピカる部/なかよしのうた/あこがれ Go My Way!! | Machico / コーラス：トロピカる部 | 「Viva! Spark!トロピカル〜ジュ！プリキュア with トロピカる部」                                                                                     | テレビアニメ『トロピカル〜ジュ！プリキュア』後期オープニングテーマ 劇場アニメ『映画 トロピカル〜ジュ!プリキュア 雪のプリンセスと奇跡の指輪!』オープニングテーマ |
| 10月20日 | シャンティア〜しあわせのくに〜                                                                | Machico | 「大好きのSnowball」 | 劇場アニメ『映画 トロピカル〜ジュ!プリキュア 雪のプリンセスと奇跡の指輪!』挿入歌                                                                                |
| 2022年   |                                                                                               | | | |
| 2月2日   | トロピカル〜ジュ！プリキュア ボーカルベスト                                                   | Machico | 「えがおのままで」 | テレビアニメ『トロピカル〜ジュ！プリキュア』関連曲 |
| 3月30日  | Cheers!デリシャスパーティ♡プリキュア/DELICIOUS HAPPY DAYS♪                                    | Machico | 「Cheers!デリシャスパーティ♡プリキュア」 | テレビアニメ『デリシャスパーティ♡プリキュア』オープニングテーマ                                                                                                 |
| 7月20日  | デリシャスパーティ♡プリキュア ボーカルアルバム 〜Welcome to Delicious Party〜                 | Machico | 「Cheers!デリシャスパーティ♡プリキュア (LIVE Edit Ver.)」 「Save your smile」 「Welcome to Delicious Party 〜Remix for Machico〜」                 | テレビアニメ『デリシャスパーティ♡プリキュア』関連曲 |
| 7月20日  | デリシャスパーティ♡プリキュア ボーカルアルバム 〜Welcome to Delicious Party〜                 | 佐々木李子、Machico、吉武千颯 | 「Welcome to Delicious Party」 | テレビアニメ『デリシャスパーティ♡プリキュア』関連曲 |
| 7月27日  | TWO-MIX Tribute Album "Crysta-Rhythm"                                                         | Machico | 「LIVING DAYLIGHTS」 | |
| 8月24日  | ココロデリシャス                                                                              | 北川理恵、五條真由美、Machico | 「NO PRIDE, NO LIFE!」 | テレビアニメ『デリシャスパーティ♡プリキュア』関連曲 |
| 9月21日  | ようこそ、お子さま♡ドリーミア                                                                 | 北川理恵、Machico | 「レッツ！ fun fun time!」 | 劇場アニメ『わたしだけのお子さまランチ』主題歌 |
| 2023年   |                                                                                               | | | |
| 2月1日   | デリシャスパーティ♡プリキュア ボーカルベスト 〜Delicious Ambitious!〜                         | Machico、吉武千颯 | 「Delicious Ambitious!」 | テレビアニメ『デリシャスパーティ♡プリキュア』関連曲 |
| 3月22日  | ひろがるスカイ！プリキュア 〜Hero Girls～/ヒロガリズム                                        | 石井あみ / コーラス：Machico、北川理恵 | 「ひろがるスカイ！プリキュア 〜Hero Girls～」 | テレビアニメ『ひろがるスカイ!プリキュア』オープニングテーマ |
| 4月5日   | 王様戦隊キングオージャー 主題歌CD                                                             | Machico | 「World Is Mine!」 | 特撮テレビドラマ『王様戦隊キングオージャー』挿入歌 |
| 7月19日  | ひろがるスカイ！プリキュア』 ボーカルアルバム ～FLY TOGETHER!!!!!～                           | 石井あみ、北川理恵、Machico、吉武千颯 | 「Daybreak song」 | テレビアニメ『ひろがるスカイ!プリキュア』関連曲 |
| 8月9日   | 防空少女ラブキューレ2～極限の共鳴～ Music Selection                                           | Machico | 「Resonation Wings」 | パチスロ「防空少女ラブキューレ2」ボーナス中楽曲 |
| 9月6日   | バンドリ！ ガールズバンドパーティ！ カバーコレクション Vol.8                                  | ハロー、ハッピーワールド！［弦巻こころ（伊藤美来）］ × Machico | 「TOMORROW」 | ゲーム『バンドリ！ ガールズバンドパーティ！』関連曲 |
| 9月13日  | 『映画 プリキュアオールスターズF』テーマソングシングル                                        | 石井あみ、Machico | 「For "F"」 | 劇場アニメ『映画 プリキュアオールスターズF』オープニングテーマ                                                                                                  |
| 9月13日  | 『映画 プリキュアオールスターズF』テーマソングシングル                                        | 吉武千颯、礒部花凜、北川理恵、駒形友梨、Machico、宮本佳那子 | 「All for one Forever」 | 劇場アニメ『映画 プリキュアオールスターズF』挿入歌 |
| 11月29日 | プリキュア ボーカルベストBOX 2018-2023                                                        | 池田彩、石井あみ、礒部花凜、うちやえゆか、北川理恵、工藤真由、黒沢ともよ、五條真由美、駒形友梨、佐々木李子、林ももこ、仲谷明香、後本萌葉、Machico、宮本佳那子、茂家瑞季、吉田仁美、吉武千颯                  | 「DANZEN!ふたりはプリキュア 〜20th Anniversary〜 Precure Singers Edition」 「シェアして！プリキュア 〜20th Anniversary〜 Precure Singers Edition」 | テレビアニメ「プリキュアシリーズ」関連曲 |
| 11月29日 | プリキュア ボーカルベストBOX 2018-2023                                                        | Machico | 「シェアして！プリキュア 〜20th Anniversary〜 Precure Singers Edition（ワンコーラス）」                                                            | テレビアニメ「プリキュアシリーズ」関連曲 |
| 11月29日 | プリキュア ボーカルベストBOX 2018-2023                                                        | 五條真由美、宮本佳那子、北川理恵、Machico、吉武千颯 | 「キラキラkawaii! プリキュア大集合♪ 〜よろこびの音〜」                                                                                             | テレビアニメ「プリキュアシリーズ」関連曲 |
| 12月6日  | マジカルハロウィン8 オリジナルサウンドトラック                                                | Machico | 「ただいま。」 | パチスロ「マジカルハロウィン8」ボーナス中楽曲 |
| 2024年   |                                                                                               | | | |
| 1月31日  | 『ひろがるスカイ！プリキュア』ボーカルベスト 〜KIZUNA◇ダイアモンド〜                          | 石井あみ、北川理恵、Machico、吉武千颯 | 「Daybreak song」 | テレビアニメ『ひろがるスカイ!プリキュア』関連曲 |
| 1月31日  | 『ひろがるスカイ！プリキュア』ボーカルベスト 〜KIZUNA◇ダイアモンド〜                          | 吉武千颯 / コーラス：北川理恵、Machico | 「KIZUNA◇ダイアモンド」 | テレビアニメ『ひろがるスカイ!プリキュア』関連曲 |
| 6月26日  | この素晴らしい世界に祝福を!「このラッキートリガーに祝福を!」SONG COLLECTION                   | Machico | 「タビノシルベ」 | パチンコ『Pこの素晴らしい世界に祝福を！「このラッキートリガーに祝福を！」』搭載曲                                                                               |
| 7月24日  | 『わんだふるぷりきゅあ!』ボーカルアルバム ～We are わんだふる!!!!～                           | 北川理恵、Machico、吉武千颯 | 「CLAP & CHANT！～アイノウタ～」 | テレビアニメ『わんだふるぷりきゅあ!』関連曲 |
| 10月9日  | レッツゴー!!ライダーキック〜Exercise Version〜                                                | Machico | 「レッツゴー!!ライダーキック〜Exercise Version〜」                                                                                                 | 「せんたいライダーKidsチャンネル」使用曲 |
| 2025年   |                                                                                               | | | |
| 8月27日  | 『キミとアイドルプリキュア♪』後期主題歌シングル                                               | Machico、吉武千颯 | 「Shiny Shiny IDOL」 | テレビアニメ『キミとアイドルプリキュア♪』関連曲 |

### キャラクターソング
| 発売日         | 商品名 | 歌 | 楽曲 | 備考                                                                                          |
| -------------- | --- | --- | --- | --------------------------------------------------------------------------------------------- |
| 2013年4月24日  | THE IDOLM@STER LIVE THE@TER PERFORMANCE 01 Thank You!                                                     | 765 MILLIONSTARS | 「Thank You!」 | ゲーム『アイドルマスター ミリオンライブ！』テーマソング                                       |
| 2013年4月24日  | THE IDOLM@STER LIVE THE@TER PERFORMANCE 01 Thank You!                                                     | 765THEATER ALLSTARS | 「Thank You!」 | ゲーム『アイドルマスター ミリオンライブ！』テーマソング                                       |
| 2013年9月25日  | THE IDOLM@STER LIVE THE@TER PERFORMANCE 06                                                                | 伊吹翼（Machico） | 「恋のLesson初級編」                                                                                                | ゲーム『アイドルマスター ミリオンライブ！』関連曲                                             |
| 2013年9月25日  | THE IDOLM@STER LIVE THE@TER PERFORMANCE 06                                                                | 星井美希（長谷川明子）、伊吹翼（Machico）、北上麗花（平山笑美）、ジュリア（寺川愛美） | 「Marionetteは眠らない」                                                                                            | ゲーム『アイドルマスター ミリオンライブ！』関連曲                                             |
| 2014年4月30日  | THE IDOLM@STER LIVE THE@TER PERFORMANCE 13                                                                | 春日未来（山崎はるか）、最上静香（田所あずさ）、伊吹翼（Machico） | 「Thank You!」 | ゲーム『アイドルマスター ミリオンライブ！』関連曲                                             |
| 2014年7月30日  | THE IDOLM@STER LIVE THE@TER HARMONY 02                                                                    | 乙女ストーム！ | 「Growing Storm!」 「Welcome!!」                                                                                    | ゲーム『アイドルマスター ミリオンライブ！』関連曲                                             |
| 2014年7月30日  | THE IDOLM@STER LIVE THE@TER HARMONY 02                                                                    | 伊吹翼（Machico） | 「Believe my change!」                                                                                              | ゲーム『アイドルマスター ミリオンライブ！』関連曲                                             |
| 2014年10月22日 | THE IDOLM@STER M@STERS OF IDOL WORLD!!2014 特典CD                                                         | 天海春香（中村繪里子）、如月千早（今井麻美）、星井美希（長谷川明子）、島村卯月（大橋彩香）、渋谷凛（福原綾香）、本田未央（原紗友里）、春日未来（山崎はるか）、最上静香（田所あずさ）、伊吹翼（Machico） | 「IDOL POWER RAINBOW」                                                                                              | ライブイベント『THE IDOLM@STER M@STERS OF IDOL WORLD!!2014』テーマソング                      |
| 2014年10月22日 | THE IDOLM@STER M@STERS OF IDOL WORLD!!2014 特典CD                                                         | 春日未来（山崎はるか）、最上静香（田所あずさ）、伊吹翼（Machico） | 「IDOL POWER RAINBOW」                                                                                              | ライブイベント『THE IDOLM@STER M@STERS OF IDOL WORLD!!2014』テーマソング                      |
| 2015年4月4日   | THE IDOLM@STER LIVE THE@TER SOLO COLLECTION Vol.01                                                        | 伊吹翼（Machico） | 「Welcome!!」 | ゲーム『アイドルマスター ミリオンライブ！』関連曲                                             |
| 2015年4月15日  | 聖剣使いの禁呪詠唱 救世主達の旋律5                                                                        | ソフィア・メルテザッカー（Machico） | 「GREAT SOUL」 | テレビアニメ『聖剣使いの禁呪詠唱』関連曲                                                      |
| 2015年7月17日  | THE IDOLM@STER LIVE THE@TER SOLO COLLECTION Vol.02                                                        | 伊吹翼（Machico） | 「Marionetteは眠らない」                                                                                            | ゲーム『アイドルマスター ミリオンライブ！』関連曲                                             |
| 2015年9月30日  | THE IDOLM@STER LIVE THE@TER DREAMERS 01 Dreaming!                                                         | 春日未来（山崎はるか）、最上静香（田所あずさ）、伊吹翼（Machico） | 「Dreaming!」 | ゲーム『アイドルマスター ミリオンライブ！』関連曲                                             |
| 2015年9月30日  | THE IDOLM@STER LIVE THE@TER DREAMERS 01 Dreaming!                                                         | MILLION ALLSTARS | 「Welcome!」 | ゲーム『アイドルマスター ミリオンライブ！』関連曲                                             |
| 2015年12月23日 | THE IDOLM@STER LIVE THE@TER DREAMERS 04                                                                   | 秋月律子（若林直美）、篠宮可憐（近藤唯）、伊吹翼（Machico）、我那覇響（沼倉愛美）、エミリー スチュアート（郁原ゆう）、水瀬伊織（釘宮理恵）、高山紗代子（駒形友梨）、佐竹美奈子（大関英里）、天空橋朋花（小岩井ことり）、中谷育（原嶋あかり） | 「Dreaming!」 | ゲーム『アイドルマスター ミリオンライブ！』関連曲                                             |
| 2015年12月23日 | THE IDOLM@STER LIVE THE@TER DREAMERS 04                                                                   | 伊吹翼（Machico）、我那覇響（沼倉愛美） | 「深層マーメイド」                                                                                                  | ゲーム『アイドルマスター ミリオンライブ！』関連曲                                             |
| 2016年1月12日  | アイドルマスター ミリオンライブ！ 第3巻 特別版 オリジナルCD                                               | 伊吹翼（Machico） | 「アイル」 | 漫画『アイドルマスター ミリオンライブ！』関連曲                                               |
| 2016年1月12日  | アイドルマスター ミリオンライブ！ 第3巻 特別版 オリジナルCD                                               | 伊吹翼（Machico）、ジュリア（愛美）、真壁瑞希（阿部里果） | 「my song」 | 漫画『アイドルマスター ミリオンライブ！』関連曲                                               |
| 2016年1月30日  | THE IDOLM@STER LIVE THE@TER SOLO COLLECTION Vol.03 Visual Edition                                         | 伊吹翼（Machico） | 「深層マーメイド」                                                                                                  | ゲーム『アイドルマスター ミリオンライブ！』関連曲                                             |
| 2016年5月20日  | アイル（Harmonized ver.）                                                                                 | 伊吹翼（Machico）、ジュリア（愛美）、真壁瑞希（阿部里果） | 「アイル（Harmonized ver.）」                                                                                       | 漫画『アイドルマスター ミリオンライブ！』関連曲                                               |
| 2016年6月8日   | THE IDOLM@STER M@STERS OF IDOL WORLD!!2015 特典CD                                                         | 天海春香（中村繪里子）、如月千早（今井麻美）、星井美希（長谷川明子）、島村卯月（大橋彩香）、渋谷凛（福原綾香）、本田未央（原紗友里）、春日未来（山崎はるか）、最上静香（田所あずさ）、伊吹翼（Machico） | 「アイ MUST GO!」                                                                                                   | ライブイベント『THE IDOLM@STER M@STERS OF IDOL WORLD!!2015』テーマソング                      |
| 2016年6月8日   | THE IDOLM@STER M@STERS OF IDOL WORLD!!2015 特典CD                                                         | 春日未来（山崎はるか）、最上静香（田所あずさ）、伊吹翼（Machico） | 「アイ MUST GO!」                                                                                                   | ライブイベント『THE IDOLM@STER M@STERS OF IDOL WORLD!!2015』テーマソング                      |
| 2016年6月15日  | 「三者三葉」キャラクターソング Vol.4                                                                      | 西山芹奈（Machico）、近藤亜紗子（鈴木愛奈） | 「なんだかんだコンビネーション」                                                                                    | テレビアニメ『三者三葉』関連曲                                                                |
| 2016年6月15日  | 「三者三葉」キャラクターソング Vol.4                                                                      | 西山芹奈（Machico） | 「ライバル戦線」 | テレビアニメ『三者三葉』関連曲                                                                |
| 2016年7月13日  | アイドルマスター ミリオンライブ！ 第4巻 特別版 オリジナルCD                                               | 伊吹翼（Machico）、ジュリア（愛美）、高山紗代子（駒形友梨）、七尾百合子（伊藤美来）、真壁瑞希（阿部里果） | 「Valt That Borderline!」                                                                                           | 漫画『アイドルマスター ミリオンライブ！』関連曲                                               |
| 2016年11月30日 | ウマ娘 プリティーダービー STARTING GATE 01                                                                | スペシャルウィーク（和氣あず未）、サイレンススズカ（高野麻里佳）、トウカイテイオー（Machico） | 「Fanfare for Future!」 「うまぴょい伝説」                                                                          | ゲーム『ウマ娘 プリティーダービー』関連曲                                                     |
| 2016年11月30日 | ウマ娘 プリティーダービー STARTING GATE 01                                                                | トウカイテイオー（Machico） | 「恋はダービー☆」                                                                                                   | ゲーム『ウマ娘 プリティーダービー』関連曲                                                     |
| 2016年12月7日  | THE IDOLM@STER LIVE THE@TER FORWARD 01 Sunshine Rhythm                                                    | リブラ | 「Bonnes! Bonnes!! Vacances!!!」                                                                                    | ゲーム『アイドルマスター ミリオンライブ！』関連曲                                             |
| 2016年12月7日  | THE IDOLM@STER LIVE THE@TER FORWARD 01 Sunshine Rhythm                                                    | Sunshine Rhythm | 「サンリズム・オーケストラ♪」                                                                                       | ゲーム『アイドルマスター ミリオンライブ！』関連曲                                             |
| 2016年12月12日 | アイドルマスター ミリオンライブ！ 第5巻 特別版 オリジナルCD                                               | 春日未来（山崎はるか） 、最上静香（田所あずさ）、伊吹翼（Machico） | 「君との明日を願うから」                                                                                            | 漫画『アイドルマスター ミリオンライブ！』関連曲                                               |
| 2017年3月9日   | THE IDOLM@STER LIVE THE@TER SOLO COLLECTION 04 Sunshine Theater                                           | 伊吹翼（Machico） | 「Growing Storm!」                                                                                                  | ゲーム『アイドルマスター ミリオンライブ！』関連曲                                             |
| 2017年5月31日  | キラキラ☆プリキュアアラモード オリジナル・サウンドトラック1 プリキュア・サウンド・デコレーション!!        | 岬あやね（Machico） | 「Soul Believer（岬あやねver.）」                                                                                   | テレビアニメ『キラキラ☆プリキュアアラモード』挿入歌                                           |
| 2017年7月26日  | THE IDOLM@STER MILLION THE@TER GENERATION 01 Brand New Theater!                                           | 765 MILLION ALLSTARS | 「Brand New Theater!」                                                                                              | ゲーム『アイドルマスター ミリオンライブ！ シアターデイズ』テーマソング                        |
| 2017年7月26日  | THE IDOLM@STER MILLION THE@TER GENERATION 01 Brand New Theater!                                           | 765 MILLION ALLSTARS | 「Dreaming!」 | ゲーム『アイドルマスター ミリオンライブ！ シアターデイズ』関連曲                              |
| 2017年7月26日  | THE IDOLM@STER MILLION THE@TER GENERATION 01 Brand New Theater!                                           | マイティーセーラーズ | 「インヴィンシブル・ジャスティス」                                                                                  | ゲーム『アイドルマスター ミリオンライブ！ シアターデイズ』関連曲                              |
| 2017年9月20日  | THE IDOLM@STER MILLION LIVE! M@STER SPARKLE 02                                                            | 伊吹翼（Machico） | 「ロケットスター☆」                                                                                                 | ゲーム『アイドルマスター ミリオンライブ！ シアターデイズ』関連曲                              |
| 2017年11月22日 | ウマ娘 プリティーダービー ANIMATION DERBY 00 ENDLESS DREAM!!                                              | スペシャルウィーク（和氣あず未）、サイレンススズカ（高野麻里佳）、トウカイテイオー（Machico） | 「ENDLESS DREAM!!」                                                                                                 | テレビアニメ『ウマ娘 プリティーダービー』挿入歌                                               |
| 2017年11月22日 | ウマ娘 プリティーダービー ANIMATION DERBY 00 ENDLESS DREAM!!                                              | トウカイテイオー（Machico） | 「ENDLESS DREAM!!」                                                                                                 | テレビアニメ『ウマ娘 プリティーダービー』関連曲                                               |
| 2017年11月29日 | キラキラ☆プリキュアアラモード ボーカルアルバム2 苺坂物語                                                  | 岬あやね（Machico） | 「IGNITION」 | テレビアニメ『キラキラ☆プリキュアアラモード』挿入歌                                           |
| 2017年11月29日 | キラキラ☆プリキュアアラモード ボーカルアルバム2 苺坂物語                                                  | 岬あやね（Machico）、立神あおい（村中知） | 「Soul Believer 〜ミサキVSあおい バージョン〜」                                                                     | テレビアニメ『キラキラ☆プリキュアアラモード』挿入歌                                           |
| 2017年12月27日 | THE IDOLM@STER MILLION THE@TER GENERATION 03 エンジェルスターズ                                           | エンジェルスターズ | 「Angelic Parade♪」                                                                                                 | ゲーム『アイドルマスター ミリオンライブ！ シアターデイズ』関連曲                              |
| 2017年12月27日 | THE IDOLM@STER MILLION THE@TER GENERATION 03 エンジェルスターズ                                           | エンジェルスターズ | 「Brand New Theater!」                                                                                              | ゲーム『アイドルマスター ミリオンライブ！ シアターデイズ』関連曲                              |
| 2018年4月4日   | THE IDOLM@STER MILLION LIVE! M@STER SPARKLE 08                                                            | 765 MILLION ALLSTARS | 「Brand New Theater!」                                                                                              | ゲーム『アイドルマスター ミリオンライブ！ シアターデイズ』関連曲                              |
| 2018年4月25日  | ウマ娘 プリティーダービー ANIMATION DERBY 01 Make debut!                                                  | スピカ | 「Make debut!」 | テレビアニメ『ウマ娘 プリティーダービー』オープニングテーマ                                   |
| 2018年5月9日   | ウマ娘 プリティーダービー ANIMATION DERBY 02 グロウアップ・シャイン！                                     | スピカ | 「グロウアップ・シャイン！」                                                                                        | テレビアニメ『ウマ娘 プリティーダービー』エンディングテーマ                                   |
| 2018年6月1日   | THE IDOLM@STER LIVE THE@TER SOLO COLLECTION 06 エンジェルスターズ                                         | 伊吹翼（Machico） | 「君との明日を願うから」                                                                                            | ゲーム『アイドルマスター ミリオンライブ！』関連曲                                             |
| 2018年7月25日  | ウマ娘 プリティーダービー ANIMATION DERBY 03 Special Record!/Find My Only Way                             | スペシャルウィーク（和氣あず未）、サイレンススズカ（高野麻里佳）、トウカイテイオー（Machico）、ウオッカ（大橋彩香）、ダイワスカーレット（木村千咲）、ゴールドシップ（上田瞳）、メジロマックイーン（大西沙織）、エルコンドルパサー（高橋未奈美）、グラスワンダー（前田玲奈）、シンボリルドルフ（田所あずさ）、エアグルーヴ（青木瑠璃子）、ヒシアマゾン（巽悠衣子）、フジキセキ（松井恵理子）、マルゼンスキー（Lynn）、テイエムオペラオー（徳井青空）、ビワハヤヒデ（近藤唯）、ナリタブライアン（相坂優歌）、オグリキャップ（高柳知葉） | 「Special Record!」                                                                                                 | テレビアニメ『ウマ娘 プリティーダービー』挿入歌                                               |
| 2018年7月25日  | ウマ娘 プリティーダービー ANIMATION DERBY 03 Special Record!/Find My Only Way                             | スピカ | 「Find My Only Way」                                                                                                | テレビアニメ『ウマ娘 プリティーダービー』エンディングテーマ                                   |
| 2018年7月25日  | ウマ娘 プリティーダービー ANIMATION DERBY 03 Special Record!/Find My Only Way                             | スペシャルウィーク（和氣あず未）、サイレンススズカ（高野麻里佳）、トウカイテイオー（Machico）、ウオッカ（大橋彩香）、ダイワスカーレット（木村千咲）、ゴールドシップ（上田瞳）、メジロマックイーン（大西沙織）、エルコンドルパサー（高橋未奈美）、グラスワンダー（前田玲奈）、セイウンスカイ（鬼頭明里）、キングヘイロー（佐伯伊織）、ハルウララ（首藤志奈）、シンボリルドルフ（田所あずさ）、タイキシャトル（大坪由佳）、エアグルーヴ（青木瑠璃子）、ヒシアマゾン（巽悠衣子）、フジキセキ（松井恵理子）、マルゼンスキー（Lynn）、テイエムオペラオー（徳井青空）、ビワハヤヒデ（近藤唯）、ナリタブライアン（相坂優歌）、オグリキャップ（高柳知葉）、スーパークリーク（優木かな）、タマモクロス（大空直美）、イナリワン（井上遥乃）、ウイニングチケット（渡部優衣）、メジロライアン（土師亜文）、メジロドーベル（久保田ひかり）、ナイスネイチャ（前田佳織里）、エイシンフラッシュ（藤野彩水）、マチカネフクキタル（新田ひより）、メイショウドトウ（和多田美咲） | 「うまぴょい伝説」                                                                                                  | テレビアニメ『ウマ娘 プリティーダービー』エンディングテーマ                                   |
| 2018年8月29日  | THE IDOLM@STER MILLION THE@TER GENERATION 11 UNION!!                                                      | 765 MILLION ALLSTARS | 「UNION!!」 「Welcome!!」                                                                                           | ゲーム『アイドルマスター ミリオンライブ！ シアターデイズ』関連曲                              |
| 2018年9月12日  | ウマ娘 プリティーダービー ANIMATION DERBY 05                                                              | スペシャルウィーク（和氣あず未）、サイレンススズカ（高野麻里佳）、トウカイテイオー（Machico）、ウオッカ（大橋彩香）、ダイワスカーレット（木村千咲）、ゴールドシップ（上田瞳）、メジロマックイーン（大西沙織） | 「Special Record!」                                                                                                 | テレビアニメ『ウマ娘 プリティーダービー』関連曲                                               |
| 2018年10月13日 | 走れウマ娘/ぱかチューブっ！ですが、何か？                                                                 | スペシャルウィーク（和氣あず未）、サイレンススズカ（高野麻里佳）、トウカイテイオー（Machico）、ゴールドシップ（上田瞳）、タマモクロス（大空直美）、ウイニングチケット（渡部優衣）、駿川たづな（藤井ゆきよ）、実況の赤坂さん（明坂聡美） | 「走れウマ娘」 | ゲーム『ウマ娘 プリティーダービー』関連曲                                                     |
| 2019年1月30日  | THE IDOLM@STER MILLION THE@TER GENERATION 13 りるきゃん 〜3 little candy〜                                | りるきゃん 〜3 little candy〜 | 「ハルマチ女子」 「彼氏になってよ。」                                                                               | ゲーム『アイドルマスター ミリオンライブ！ シアターデイズ』関連曲                              |
| 2019年4月26日  | THE IDOLM@STER THE@TER SOLO COLLECTION 07 ANGEL STARS                                                     | 伊吹翼（Machico） | 「ハルマチ女子」 | ゲーム『アイドルマスター ミリオンライブ！ シアターデイズ』関連曲                              |
| 2019年7月24日  | THE IDOLM@STER MILLION THE@TER WAVE 01 Flyers!!!                                                          | 765 MILLION ALLSTARS | 「Flyers!!!」 | ゲーム『アイドルマスター ミリオンライブ！ シアターデイズ』関連曲                              |
| 2019年8月9日   | GO! GO!ライフリング4!!!!/Bright day, Stand up!                                                            | ライフリング4 | 「GO! GO!ライフリング4!!!!」                                                                                        | テレビアニメ『ライフル・イズ・ビューティフル』挿入歌                                          |
| 2019年8月9日   | GO! GO!ライフリング4!!!!/Bright day, Stand up!                                                            | ライフリング4 | 「Bright day, Stand up!」                                                                                           | テレビアニメ『ライフル・イズ・ビューティフル』関連曲                                          |
| 2019年10月23日 | Let's go!ライフリング4!!!!                                                                                | ライフリング4 | 「Let's go!ライフリング4!!!!」                                                                                      | テレビアニメ『ライフル・イズ・ビューティフル』オープニングテーマ                              |
| 2019年10月23日 | Let's go!ライフリング4!!!!                                                                                | ライフリング4 | 「BANG! BANG! BANG!」                                                                                               | テレビアニメ『ライフル・イズ・ビューティフル』関連曲                                          |
| 2019年11月6日  | 夕焼けフレンズ                                                                                            | ライフリング4 | 「夕焼けフレンズ」                                                                                                  | テレビアニメ『ライフル・イズ・ビューティフル』エンディングテーマ                              |
| 2019年11月6日  | 夕焼けフレンズ                                                                                            | ライフリング4 | 「4SHOOTERS!!」 | テレビアニメ『ライフル・イズ・ビューティフル』関連曲                                          |
| 2019年12月4日  | GO! GO! Music vol.1                                                                                       | ライフリング4 | 「BiRiRi×SENSATION」 「Get started.」                                                                               | テレビアニメ『ライフル・イズ・ビューティフル』挿入歌                                          |
| 2019年12月4日  | GO! GO! Music vol.1                                                                                       | 小倉ひかり（Machico） | 「Everything's OK」                                                                                                 | テレビアニメ『ライフル・イズ・ビューティフル』関連曲                                          |
| 2020年1月15日  | GO! GO! Music vol.2                                                                                       | ライフリング4 | 「higher and higher!」 「Shangri-la」                                                                               | テレビアニメ『ライフル・イズ・ビューティフル』挿入歌                                          |
| 2020年2月27日  | ライフル・イズ・ビューティフル BD第1巻特典CD                                                              | 小倉ひかり（Machico） | 「Let’s go!ライフリング4!!!!」 「夕焼けフレンズ」                                                                   | テレビアニメ『ライフル・イズ・ビューティフル』関連曲                                          |
| 2020年4月8日   | マギアレコード 魔法少女まどか☆マギカ外伝 BD・DVD第2巻特典CD                                               | 史乃沙優希（Machico） | 「国宝ハイエンド」                                                                                                  | ゲーム『マギアレコード 魔法少女まどか☆マギカ外伝』関連曲                                      |
| 2020年8月26日  | THE IDOLM@STER MILLION THE@TER WAVE 10 Glow Map                                                           | 765 MILLION ALLSTARS | 「Glow Map」 | ゲーム『アイドルマスター ミリオンライブ！ シアターデイズ』関連曲                              |
| 2020年8月26日  | THE IDOLM@STER MILLION THE@TER WAVE 10 Glow Map                                                           | 伊吹翼（Machico）、天空橋朋花（小岩井ことり）、永吉昴（斉藤佑圭）、エミリースチュアート（郁原ゆう）、七尾百合子（伊藤美来） | 「Do the IDOL!!〜断崖絶壁チュパカブラ〜」                                                                           | ゲーム『アイドルマスター ミリオンライブ！ シアターデイズ』関連曲                              |
| 2020年9月30日  | なんどでも笑おう                                                                                          | THE IDOLM@STER FIVE STARS!!! | 「なんどでも笑おう」                                                                                                | 「アイドルマスターシリーズ」関連曲                                                            |
| 2020年9月30日  | なんどでも笑おう【ミリオンライブ！盤】                                                                    | MILLIONSTARS | 「なんどでも笑おう」                                                                                                | 「アイドルマスターシリーズ」関連曲                                                            |
| 2020年9月30日  | なんどでも笑おう【ミリオンライブ！盤】                                                                    | 伊吹翼（Machico） | 「なんどでも笑おう」                                                                                                | 「アイドルマスターシリーズ」関連曲                                                            |
| 2020年10月7日  | MUST BE GOING!                                                                                            | NO PRINCESS | 「MUST BE GOING!」 「Unlimited-Dance」                                                                              | 『IDOL舞SHOW』関連曲                                                                          |
| 2020年12月3日  | Haunted Obachestra Vol.1 Awaking ED「雪解けの」                                                           | 雪葉（Machico） | 「雪解けの」 | ゲーム『Haunted Obachestra』関連曲                                                            |
| 2021年2月24日  | ウマ娘 プリティーダービー ANIMATION DERBY Season 2 vol.1「ユメヲカケル！」                                | スペシャルウィーク（和氣あず未）、サイレンススズカ（高野麻里佳）、トウカイテイオー（Machico）、ウオッカ（大橋彩香）、ダイワスカーレット（木村千咲）、ゴールドシップ（上田瞳）、メジロマックイーン（大西沙織） | 「ユメヲカケル！」                                                                                                  | テレビアニメ『ウマ娘 プリティーダービー Season 2』オープニングテーマ                          |
| 2021年2月24日  | ウマ娘 プリティーダービー ANIMATION DERBY Season 2 vol.1「ユメヲカケル！」                                | トウカイテイオー（Machico） | 「winning the soul」                                                                                                | テレビアニメ『ウマ娘 プリティーダービー Season 2』エンディングテーマ                          |
| 2021年3月10日  | ウマ娘 プリティーダービー ANIMATION DERBY Season 2 vol.2「木漏れ日のエール」                              | トウカイテイオー（Machico）、メジロマックイーン（大西沙織） | 「木漏れ日のエール」                                                                                                | テレビアニメ『ウマ娘 プリティーダービー Season 2』エンディングテーマ                          |
| 2021年3月17日  | ウマ娘 プリティーダービー WINNING LIVE 01                                                                 | スペシャルウィーク（和氣あず未）、サイレンススズカ（高野麻里佳）、トウカイテイオー（Machico）、マルゼンスキー（Lynn）、オグリキャップ（高柳知葉）、ゴールドシップ（上田瞳）、ウオッカ（大橋彩香）、ダイワスカーレット（木村千咲）、タイキシャトル（大坪由佳）、グラスワンダー（前田玲奈）、メジロマックイーン（大西沙織）、エルコンドルパサー（髙橋ミナミ）、シンボリルドルフ（田所あずさ）、エアグルーヴ（青木瑠璃子）、マヤノトップガン（星谷美緒）、メジロライアン（土師亜文）、ライスシャワー（石見舞菜香）、アグネスタキオン（上坂すみれ）、ウイニングチケット（渡部優衣）、サクラバクシンオー（三澤紗千香）、スーパークリーク（優木かな）、ハルウララ（首藤志奈）、マチカネフクキタル（新田ひより）、ナイスネイチャ（前田佳織里）、キングヘイロー（佐伯伊織） | 「GIRLS' LEGEND U」                                                                                                 | ゲーム『ウマ娘 プリティーダービー』オープニングテーマ                                         |
| 2021年3月17日  | ウマ娘 プリティーダービー WINNING LIVE 01                                                                 | スペシャルウィーク（和氣あず未）、サイレンススズカ（高野麻里佳）、トウカイテイオー（Machico）、マルゼンスキー（Lynn）、オグリキャップ（高柳知葉）、ゴールドシップ（上田瞳）、ウオッカ（大橋彩香）、ダイワスカーレット（木村千咲）、タイキシャトル（大坪由佳）、グラスワンダー（前田玲奈）、メジロマックイーン（大西沙織）、エルコンドルパサー（髙橋ミナミ）、シンボリルドルフ（田所あずさ）、エアグルーヴ（青木瑠璃子）、マヤノトップガン（星谷美緒）、メジロライアン（土師亜文）、ライスシャワー（石見舞菜香）、アグネスタキオン（上坂すみれ）、ウイニングチケット（渡部優衣）、サクラバクシンオー（三澤紗千香）、スーパークリーク（優木かな）、ハルウララ（首藤志奈）、マチカネフクキタル（新田ひより）、ナイスネイチャ（前田佳織里）、キングヘイロー（佐伯伊織） | 「うまぴょい伝説」                                                                                                  | ゲーム『ウマ娘 プリティーダービー』関連曲                                                     |
| 2021年3月31日  | ウマ娘 プリティーダービー ANIMATION DERBY Season 2 vol.3 Original Sound Track                             | トウカイテイオー（Machico） | 「願いのカタチ」 | テレビアニメ『ウマ娘 プリティーダービー Season 2』エンディングテーマ                          |
| 2021年3月31日  | ウマ娘 プリティーダービー ANIMATION DERBY Season 2 vol.3 Original Sound Track                             | トウカイテイオー（Machico） | 「はちみーのうた」                                                                                                  | テレビアニメ『ウマ娘 プリティーダービー Season 2』劇中歌                                      |
| 2021年3月31日  | ウマ娘 プリティーダービー ANIMATION DERBY Season 2 vol.3 Original Sound Track                             | トウカイテイオー（Machico）、メジロマックイーン（大西沙織） | 「木漏れ日のエール（TV Size）[12話Ver.]」                                                                           | テレビアニメ『ウマ娘 プリティーダービー Season 2』エンディングテーマ                          |
| 2021年3月31日  | ウマ娘 プリティーダービー ANIMATION DERBY Season 2 vol.3 Original Sound Track                             | トウカイテイオー（Machico）、ビワハヤヒデ（近藤唯）、ナイスネイチャ（前田佳織里） | 「ユメヲカケル！（TV Size） [13話Ver.]」                                                                            | テレビアニメ『ウマ娘 プリティーダービー Season 2』挿入歌                                      |
| 2021年3月31日  | ウマ娘 プリティーダービー ANIMATION DERBY Season 2 vol.3 Original Sound Track                             | スペシャルウィーク（和氣あず未）、サイレンススズカ（高野麻里佳）、トウカイテイオー（Machico）、ウオッカ（大橋彩香）、ダイワスカーレット（木村千咲）、ゴールドシップ（上田瞳）、メジロマックイーン（大西沙織）、シンボリルドルフ（田所あずさ）、ナイスネイチャ（前田佳織里）、ツインターボ（花井美春）、イクノディクタス（田澤茉純）、マチカネタンホイザ（遠野ひかる）、メジロパーマー（のぐちゆり）、ダイタクヘリオス（山根綺）、ミホノブルボン（長谷川育美）、ライスシャワー（石見舞菜香）、ビワハヤヒデ（近藤唯）、ナリタタイシン（渡部恵子）、ウイニングチケット （渡部優衣）、キタサンブラック（矢野妃菜喜）、サトノダイヤモンド（立花日菜）、マルゼンスキー（Lynn）、マヤノトップガン（星谷美緒）、ヒシアケボノ（松嵜麗）、エアグルーヴ（青木瑠璃子）、マチカネフクキタル（新田ひより）、メイショウドトウ（和多田美咲）、セイウンスカイ（鬼頭明里）、グラスワンダー（前田玲奈）、エルコンドルパサー（髙橋ミナミ）、サクラバクシンオー（三澤紗千香）、メジロライアン（土師亜文）、メジロドーベル（久保田ひかり）、ナリタブライアン（衣川里佳） | 「うまぴょい伝説（TV Size）」                                                                                       | テレビアニメ『ウマ娘 プリティーダービー Season 2』エンディングテーマ                          |
| 2021年5月22日  | THE IDOLM@STER LIVE THE@TER SOLO COLLECTION 08 Angel Stars                                                | 伊吹翼（Machico） | 「彼氏になってよ。」                                                                                                | ゲーム『アイドルマスター ミリオンライブ！ シアターデイズ』関連曲                              |
| 2021年6月16日  | うまよん ミニアルバム                                                                                     | トウカイテイオー（Machico）、シンボリルドルフ（田所あずさ）、エアグルーヴ（青木瑠璃子）、フジキセキ（松井恵理子）、ヒシアマゾン（巽悠衣子） | 「Ring Ring ダイアリー」                                                                                            | テレビアニメ『うまよん』主題歌                                                                |
| 2021年6月23日  | THE IDOLM@STER MILLION THE@TER WAVE 18 ストロベリーポップムーン                                           | ストロベリーポップムーン | 「ABSOLUTE RUN!!!」 「Be Proud」                                                                                    | ゲーム『アイドルマスター ミリオンライブ！ シアターデイズ』関連曲                              |
| 2021年7月21日  | セカイはまだ始まってすらいない/potatoになっていく                                                         | ワンダーランズ×ショウタイム、初音ミク | 「セカイはまだ始まってすらいない」 「potatoになっていく」                                                           | ゲーム『プロジェクトセカイ カラフルステージ! feat. 初音ミク』関連曲                           |
| 2021年7月28日  | THE IDOLM@STER MILLION THE@TER SEASON Harmony 4 You                                                       | 765 MILLION ALLSTARS | 「Harmony 4 You」                                                                                                   | ゲーム『アイドルマスター ミリオンライブ！ シアターデイズ』関連曲                              |
| 2021年7月28日  | THE IDOLM@STER MILLION THE@TER SEASON Harmony 4 You                                                       | エンジェルスターズ | 「EVERYDAY STARS!!」                                                                                                | ゲーム『アイドルマスター ミリオンライブ！ シアターデイズ』関連曲                              |
| 2021年8月28日  | 3rd EVENT WINNING DREAM STAGE Solo Vocal Tracks Vol.2                                                     | トウカイテイオー（Machico） | 「ユメヲカケル！」 「木漏れ日のエール」                                                                             | テレビアニメ『ウマ娘 プリティーダービー Season 2』関連曲                                      |
| 2021年10月6日  | THE IDOLM@STER STARLIT SEASON 00 GR@TITUDE                                                                | Project LUMINOUS | 「GR@TITUDE」 | ゲーム『アイドルマスター スターリットシーズン』テーマソング                                   |
| 2021年10月6日  | THE IDOLM@STER STARLIT SEASON 00 GR@TITUDE ランティス盤                                                   | MILLIONSTARS | 「GR@TITUDE」 | ゲーム『アイドルマスター スターリットシーズン』テーマソング                                   |
| 2021年10月27日 | THE IDOLM@STER MILLION THE@TER SEASON BRIGHT DIAMOND                                                      | 伊吹翼（Machico）、徳川まつり（諏訪彩花）、四条貴音（原由実）、所恵美（藤井ゆきよ） | 「DIAMOND JOKER」                                                                                                   | ゲーム『アイドルマスター ミリオンライブ！ シアターデイズ』関連曲                              |
| 2021年10月27日 | THE IDOLM@STER MILLION THE@TER SEASON BRIGHT DIAMOND                                                      | BRIGHT DIAMOND | 「ダイヤモンド・クラリティ」 「Harmony 4 You」                                                                      | ゲーム『アイドルマスター ミリオンライブ！ シアターデイズ』関連曲                              |
| 2021年12月1日  | THE IDOLM@STER STARLIT SEASON 01                                                                          | Project LUMINOUS | 「THE IDOLM@STER」                                                                                                  | ゲーム『アイドルマスター スターリットシーズン』関連曲                                         |
| 2021年12月1日  | THE IDOLM@STER STARLIT SEASON 01                                                                          | CINDERELLA GIRLS、MILLIONSTARS | 「お願い！シンデレラ」                                                                                              | ゲーム『アイドルマスター スターリットシーズン』関連曲                                         |
| 2021年12月1日  | THE IDOLM@STER STARLIT SEASON 01                                                                          | 765PRO ALLSTARS、MILLIONSTARS | 「Thank you!」 | ゲーム『アイドルマスター スターリットシーズン』関連曲                                         |
| 2022年1月19日  | THE IDOLM@STER STARLIT SEASON 02                                                                          | 765PRO ALLSTARS、CINDERELLA GIRLS、MILLIONSTARS | 「Brand New Theater!」                                                                                              | ゲーム『アイドルマスター スターリットシーズン』関連曲                                         |
| 2022年1月19日  | THE IDOLM@STER STARLIT SEASON 02                                                                          | 星井美希（長谷川明子）、萩原雪歩（浅倉杏美）、高槻やよい（仁後真耶子）、双海亜美 / 真美（下田麻美）、城ヶ崎美嘉（佳村はるか）、諸星きらり（松嵜麗）、伊吹翼（Machico）、桜守歌織（香里有佐）、小宮果穂（河野ひより）、奧空心白（田中あいみ） | 「夏のBang!!」 | ゲーム『アイドルマスター スターリットシーズン』関連曲                                         |
| 2022年2月2日   | ワンダーランズ×ショウタイム SEKAI ALBUM vol.1                                                             | ワンダーランズ×ショウタイム、鏡音リン | 「スイートマジック」                                                                                                | ゲーム『プロジェクトセカイ カラフルステージ! feat. 初音ミク』関連曲                           |
| 2022年2月2日   | ワンダーランズ×ショウタイム SEKAI ALBUM vol.1                                                             | ワンダーランズ×ショウタイム、初音ミク | 「ダンスロボットダンス」                                                                                            | ゲーム『プロジェクトセカイ カラフルステージ! feat. 初音ミク』関連曲                           |
| 2022年2月2日   | ワンダーランズ×ショウタイム SEKAI ALBUM vol.1                                                             | ワンダーランズ×ショウタイム、初音ミク | 「ミラクルペイント」                                                                                                | ゲーム『プロジェクトセカイ カラフルステージ! feat. 初音ミク』関連曲                           |
| 2022年2月2日   | ワンダーランズ×ショウタイム SEKAI ALBUM vol.1                                                             | ワンダーランズ×ショウタイム | 「チュルリラ・チュルリラ・ダッダッダ！」                                                                            | ゲーム『プロジェクトセカイ カラフルステージ! feat. 初音ミク』関連曲                           |
| 2022年2月2日   | ワンダーランズ×ショウタイム SEKAI ALBUM vol.1                                                             | ワンダーランズ×ショウタイム、鏡音リン | 「ポジティブ☆ダンスタイム」                                                                                         | ゲーム『プロジェクトセカイ カラフルステージ! feat. 初音ミク』関連曲                           |
| 2022年2月2日   | ワンダーランズ×ショウタイム SEKAI ALBUM vol.1                                                             | ワンダーランズ×ショウタイム、鏡音レン | 「お気に召すまま」 「テレキャスタービーボーイ」                                                                     | ゲーム『プロジェクトセカイ カラフルステージ! feat. 初音ミク』関連曲                           |
| 2022年2月9日   | ウマ娘 プリティーダービー WINNING LIVE 03                                                                 | スペシャルウィーク（和氣あず未）、トウカイテイオー（Machico）、ナリタブライアン（衣川里佳）、シンボリルドルフ（田所あずさ）、セイウンスカイ（鬼頭明里）、アグネスタキオン（上坂すみれ）、マチカネフクキタル（新田ひより）、ミスターシービー（天海由梨奈） | 「winning the soul」                                                                                                | ゲーム『ウマ娘 プリティーダービー』関連曲                                                     |
| 2022年2月12日  | THE IDOLM@STER LIVE THE@TER SOLO COLLECTION 09 Angel Stars                                                | 伊吹翼（Machico） | 「サンリズム・オーケストラ♪」                                                                                       | ゲーム『アイドルマスター ミリオンライブ！ シアターデイズ』関連曲                              |
| 2022年2月22日  | ウマ娘 プリティーダービー Solo Vocal Tracks Vol.3 -4th EVENT SPECIAL DREAMERS!!-                          | トウカイテイオー（Machico） | 「Never Looking Back（Game Size）」                                                                                 | ゲーム『ウマ娘 プリティーダービー』関連曲                                                     |
| 2022年3月2日   | THE IDOLM@STER STARLIT SEASON 03                                                                          | 765PRO ALLSTARS、MILLIONSTARS | 「UNION!!」 | ゲーム『アイドルマスター スターリットシーズン』関連曲                                         |
| 2022年3月2日   | THE IDOLM@STER STARLIT SEASON 03                                                                          | 星井美希（長谷川明子）、萩原雪歩（浅倉杏美）、高槻やよい（仁後真耶子）、双海亜美 / 真美（下田麻美）、城ヶ崎美嘉（佳村はるか）、諸星きらり（松嵜麗）、伊吹翼（Machico）、桜守歌織（香里有佐）、小宮果穂（河野ひより）、田中摩美々（菅沼千紗）、奧空心白（田中あいみ）、亜夜（日高里菜） | 「全力★ドリーミングガールズ」                                                                                       | ゲーム『アイドルマスター スターリットシーズン』関連曲                                         |
| 2022年3月2日   | THE IDOLM@STER STARLIT SEASON 03                                                                          | 春日未来（山崎はるか）、最上静香（田所あずさ）、伊吹翼（Machico） | 「READY!!」 | ゲーム『アイドルマスター スターリットシーズン』関連曲                                         |
| 2022年3月16日  | ニジイロストーリーズ/ワンスアポンアドリーム                                                               | ワンダーランズ×ショウタイム、MEIKO、KAITO | 「ニジイロストーリーズ」                                                                                            | ゲーム『プロジェクトセカイ カラフルステージ! feat. 初音ミク』関連曲                           |
| 2022年3月16日  | ニジイロストーリーズ/ワンスアポンアドリーム                                                               | ワンダーランズ×ショウタイム、鏡音レン | 「ワンスアポンアドリーム」                                                                                          | ゲーム『プロジェクトセカイ カラフルステージ! feat. 初音ミク』関連曲                           |
| 2022年4月13日  | THE IDOLM@STER STARLIT SEASON 04                                                                          | Project LUMINOUS、DIAMANT | 「GR＠TITUDE」 | ゲーム『アイドルマスター スターリットシーズン』関連曲                                         |
| 2022年4月27日  | ウマ娘 プリティーダービー WINNING LIVE 05                                                                 | スペシャルウィーク（和氣あず未）、サイレンススズカ（高野麻里佳）、トウカイテイオー（Machico）、オグリキャップ（高柳知葉）、ゴールドシップ（上田瞳）、メジロマックイーン（大西沙織）、テイエムオペラオー（徳井青空）、ナリタブライアン（衣川里佳）、シンボリルドルフ（田所あずさ）、タマモクロス（大空直美）、メジロライアン（土師亜文）、アドマイヤベガ（咲々木瞳）、サクラバクシンオー（三澤紗千香）、ミスターシービー（天海由梨奈）、メジロドーベル（久保田ひかり）、マチカネタンホイザ（遠野ひかる）、サトノダイヤモンド（立花日菜）、キタサンブラック（矢野妃菜喜）、サクラチヨノオー（野口瑠璃子）、メジロアルダン（会沢紗弥）、ヤエノムテキ（日原あゆみ）、ナリタトップロード（中村カンナ） | 「We are DREAMERS!!」                                                                                               | ゲーム『ウマ娘 プリティーダービー』関連曲                                                     |
| 2022年4月27日  | ウマ娘 プリティーダービー WINNING LIVE 05                                                                 | スペシャルウィーク（和氣あず未）、サイレンススズカ（高野麻里佳）、トウカイテイオー（Machico）、オグリキャップ（高柳知葉）、ゴールドシップ（上田瞳）、メジロマックイーン（大西沙織）、テイエムオペラオー（徳井青空）、ナリタブライアン（衣川里佳）、シンボリルドルフ（田所あずさ）、アグネスデジタル（鈴木みのり）、タマモクロス（大空直美）、マヤノトップガン（星谷美緒）、メジロライアン（土師亜文）、アドマイヤベガ（咲々木瞳）、サクラバクシンオー（三澤紗千香）、スマートファルコン（大和田仁美）、ニシノフラワー（河井晴菜）、ハルウララ（首藤志奈）、マーベラスサンデー（三宅麻理恵）、ミスターシービー（天海由梨奈）、メジロドーベル（久保田ひかり）、ナイスネイチャ（前田佳織里）、マチカネタンホイザ（遠野ひかる）、ツインターボ（花井美春）、サトノダイヤモンド（立花日菜）、キタサンブラック（矢野妃菜喜）、サクラチヨノオー（野口瑠璃子）、メジロアルダン（会沢紗弥）、ヤエノムテキ（日原あゆみ）、ナリタトップロード（中村カンナ） | 「うまぴょい伝説」                                                                                                  | ゲーム『ウマ娘 プリティーダービー』関連曲                                                     |
| 2022年4月27日  | ウマ娘 プリティーダービー WINNING LIVE 06                                                                 | トウカイテイオー（Machico） | 「テイオーテイオーテイテイオー」                                                                                    | ゲーム『ウマ娘 プリティーダービー』関連曲                                                     |
| 2022年4月27日  | THE IDOLM@STER MILLION LIVE! M@STER SPARKLE2 06                                                           | 伊吹翼（Machico） | 「泣き空、のち」 | ゲーム『アイドルマスター ミリオンライブ！ シアターデイズ』関連曲                              |
| 2022年6月8日   | SEPT ReAnimation ARIARIUM サウンドトラック                                                                | MiKO（Machico） | 「Believe」 | 舞台『SEPT ReAnimation ARIARIUM』挿入歌                                                       |
| 2022年6月22日  | YEAH SAY YEAHHH!/無限日本列島LOVE/パステルグレイ                                                          | NO PRINCESS | 「YEAH SAY YEAHHH!」                                                                                                | 劇場アニメ『劇場版IDOL舞SHOW』エンディングテーマ                                              |
| 2022年6月22日  | YEAH SAY YEAHHH!/無限日本列島LOVE/パステルグレイ @Loppi・HMV限定盤                                        | NO PRINCESS、三日月眼、X-UC | 「SENRAN! アイドル天下道へ2022」                                                                                    | 劇場アニメ『劇場版IDOL舞SHOW』テーマソング                                                    |
| 2022年7月27日  | THE IDOLM@STER MILLION THE@TER SEASON 夢にかけるRainbow                                                   | 765 MILLION ALLSTARS | 「夢にかけるRainbow」                                                                                               | ゲーム『アイドルマスター ミリオンライブ！ シアターデイズ』関連曲                              |
| 2022年7月27日  | THE IDOLM@STER MILLION THE@TER SEASON 夢にかけるRainbow                                                   | エンジェルスターズ | 「夢にかけるRainbow」                                                                                               | ゲーム『アイドルマスター ミリオンライブ！ シアターデイズ』関連曲                              |
| 2022年8月22日  | Let’s go ahead                                                                                            | 風祭メグ（Machico） | 「Let’s go ahead」                                                                                                  | Webアニメ『風都探偵』挿入歌                                                                   |
| 2022年10月4日  | ウマ娘 プリティーダービー Solo Vocal Tracks Vol.5 －4th EVENT SPECIAL DREAMERS!! EXTRA STAGE－            | トウカイテイオー（Machico） | 「We are DREAMERS!!（Game Size）」                                                                                  | ゲーム『ウマ娘 プリティーダービー』関連曲                                                     |
| 2022年12月14日 | THE IDOLM@STER MILLION THE@TER VARIETY 02                                                                 | 矢吹可奈（木戸衣吹）、伊吹翼（Machico）、天空橋朋花（小岩井ことり）、北上麗花（平山笑美）、双海真美（下田麻美） | 「ミスティック・セレモニーへの招待状」                                                                              | ゲーム『アイドルマスター ミリオンライブ！ シアターデイズ』関連曲                              |
| 2022年12月14日 | THE IDOLM@STER MILLION THE@TER VARIETY 02                                                                 | 765 MILLION ALLSTARS | 「Brand New Theater! 〜Brand New Year Ver.〜」                                                                      | ゲーム『アイドルマスター ミリオンライブ！ シアターデイズ』関連曲                              |
| 2022年12月28日 | ウマ娘 プリティーダービー WINNING LIVE 09                                                                 | トウカイテイオー（Machico）、オグリキャップ（高柳知葉）、ウオッカ（大橋彩香）、タイキシャトル（大坪由佳）、エルコンドルパサー（髙橋ミナミ）、テイエムオペラオー（徳井青空）、ナリタブライアン（衣川里佳）、エアグルーヴ（青木瑠璃子）、タマモクロス（大空直美）、ビワハヤヒデ（近藤唯）、マヤノトップガン（星谷美緒）、ミホノブルボン（長谷川育美）、イナリワン（井上遥乃）、キタサンブラック（矢野妃菜喜） | 「Ms. VICTORIA」 | ゲーム『ウマ娘 プリティーダービー』関連曲                                                     |
| 2022年12月28日 | ウマ娘 プリティーダービー WINNING LIVE 09                                                                 | トウカイテイオー（Machico）、オグリキャップ（高柳知葉）、ウオッカ（大橋彩香）、タイキシャトル（大坪由佳）、エルコンドルパサー（髙橋ミナミ）、テイエムオペラオー（徳井青空）、ナリタブライアン（衣川里佳）、エアグルーヴ（青木瑠璃子）、タマモクロス（大空直美）、ビワハヤヒデ（近藤唯）、マヤノトップガン（星谷美緒）、ミホノブルボン（長谷川育美）、イナリワン（井上遥乃）、スマートファルコン（大和田仁美）、キタサンブラック（矢野妃菜喜）、コパノリッキー（稲垣好）、ホッコータルマエ（菊池紗矢香）、ワンダーアキュート（須藤叶希） | 「うまぴょい伝説」                                                                                                  | ゲーム『ウマ娘 プリティーダービー』関連曲                                                     |
| 2023年1月14日  | THE IDOLM@STER LIVE THE@TER SOLO COLLECTION 11 Angel Stars                                                | 伊吹翼（Machico） | 「DIAMOND JOKER」                                                                                                   | ゲーム『アイドルマスター ミリオンライブ！ シアターデイズ』関連曲                              |
| 2023年2月8日   | ウマ娘 プリティーダービー WINNING LIVE 10                                                                 | トウカイテイオー（Machico）、マルゼンスキー（Lynn）、タイキシャトル（大坪由佳）、グラスワンダー（前田玲奈）、メジロライアン（土師亜文）、ナイスネイチャ（前田佳織里）、ダイタクヘリオス（山根綺）、サクラチヨノオー（野口瑠璃子）、ツルマルツヨシ（青山吉能）、ヤマニンゼファー（今泉りおな）、シンボリクリスエス（春川芽生）、タニノギムレット（松岡美里）、ダイイチルビー（礒部花凜）、ケイエスミラクル（佐藤日向） | 「うまぴょい伝説」                                                                                                  | ゲーム『ウマ娘 プリティーダービー』関連曲                                                     |
| 2023年2月8日   | ウマ娘 プリティーダービー WINNING LIVE 10                                                                 | トウカイテイオー（Machico）、マルゼンスキー（Lynn）、タイキシャトル（大坪由佳）、グラスワンダー（前田玲奈）、メジロライアン（土師亜文）、ナイスネイチャ（前田佳織里）、サクラチヨノオー（野口瑠璃子）、ツルマルツヨシ（青山吉能） | 「トレセン体操」 | ゲーム『ウマ娘 プリティーダービー』関連曲                                                     |
| 2023年2月15日  | トンデモワンダーズ/Glory Steady Go                                                                        | ワンダーランズ×ショウタイム、KAITO | 「トンデモワンダーズ」                                                                                              | ゲーム『プロジェクトセカイ カラフルステージ! feat. 初音ミク』関連曲                           |
| 2023年2月15日  | トンデモワンダーズ/Glory Steady Go                                                                        | ワンダーランズ×ショウタイム、巡音ルカ | 「Glory Steady Go」                                                                                                 | ゲーム『プロジェクトセカイ カラフルステージ! feat. 初音ミク』関連曲                           |
| 2023年3月23日  | THE IDOLM@STER 765 MILLION ALLSTARS BEST                                                                  | 765 MILLION ALLSTARS | 「Thank You!（765 MILLION ALLSTARS ver.）」 「夢にかけるRainbow（Brand New Ver.）」 「Crossing!」                   | ゲーム『アイドルマスター ミリオンライブ！ シアターデイズ』関連曲                              |
| 2023年3月23日  | THE IDOLM@STER LIVE THE@TER BEST                                                                          | Sunshine Rhythm | 「サンリズム・オーケストラ♪（Brand New Ver.）」                                                                     | ゲーム『アイドルマスター ミリオンライブ！ シアターデイズ』関連曲                              |
| 2023年3月29日  | アニメ『うまゆる』アルバム                                                                                | トウカイテイオー（Machico）、メジロマックイーン（大西沙織）、アグネスタキオン（上坂すみれ）、マチカネフクキタル（新田ひより）、ツインターボ（花井美春） | 「ミッドナイト・エピローグ」                                                                                        | Webアニメ『うまゆる』エンディングテーマ                                                       |
| 2023年3月29日  | アニメ『うまゆる』アルバム                                                                                | スペシャルウィーク（和氣あず未）、サイレンススズカ（高野麻里佳）、トウカイテイオー（Machico）、マルゼンスキー（Lynn）、オグリキャップ（高柳知葉）、ゴールドシップ（上田瞳）、ウオッカ（大橋彩香）、ダイワスカーレット（木村千咲）、グラスワンダー（前田玲奈）、メジロマックイーン（大西沙織）、エルコンドルパサー（髙橋ミナミ）、テイエムオペラオー（徳井青空）、シンボリルドルフ（田所あずさ）、エアグルーヴ（青木瑠璃子）、アグネスデジタル（鈴木みのり）、セイウンスカイ（鬼頭明里）、ファインモーション（橋本ちなみ）、マヤノトップガン（星谷美緒）、ユキノビジン（山本希望）、アグネスタキオン（上坂すみれ）、イナリワン（井上遥乃）、ウイニングチケット（渡部優衣）、エアシャカール（津田美波）、トーセンジョーダン（鈴木絵理）、ナカヤマフェスタ（下地紫野）、ナリタタイシン（渡部恵子）、ハルウララ（首藤志奈）、マチカネフクキタル（新田ひより）、メイショウドトウ（和多田美咲）、キングヘイロー（佐伯伊織）、マチカネタンホイザ（遠野ひかる）、ダイタクヘリオス（山根綺）、ツインターボ（花井美春）、シリウスシンボリ（ファイルーズあい）、ツルマルツヨシ（青山吉能）、シンボリクリスエス（春川芽生）、タニノギムレット（松岡美里）、ハッピーミーク（吉咲みゆ） | 「うまぴょい伝説（Game Size）」                                                                                     | Webアニメ『うまゆる』エンディングテーマ                                                       |
| 2023年3月29日  | ウマ娘 プリティーダービー WINNING LIVE 11                                                                 | スペシャルウィーク（和氣あず未）、トウカイテイオー（Machico）、テイエムオペラオー（徳井青空）、ナリタブライアン（衣川里佳）、シンボリルドルフ（田所あずさ）、マヤノトップガン（星谷美緒）、マンハッタンカフェ（小倉唯）、アグネスタキオン（上坂すみれ）、アドマイヤベガ（咲々木瞳）、マーベラスサンデー（三宅麻理恵）、ミスターシービー（天海由梨奈）、ツインターボ（花井美春）、サトノダイヤモンド（立花日菜）、キタサンブラック（矢野妃菜喜）、サクラローレル（真野美月）、ナリタトップロード（中村カンナ）、シンボリクリスエス（春川芽生）、タニノギムレット（松岡美里）、メジロラモーヌ（東山奈央）、サトノクラウン（鈴代紗弓）、シュヴァルグラン（夏吉ゆうこ）、ジャングルポケット（藤本侑里） 、カツラギエース（藤原夏海） | 「DRAMATIC JOURNEY」                                                                                                | ゲーム『ウマ娘 プリティーダービー』関連曲                                                     |
| 2023年3月29日  | ウマ娘 プリティーダービー WINNING LIVE 11                                                                 | トウカイテイオー（Machico）、ウオッカ（大橋彩香）、シンボリルドルフ（田所あずさ）、ツルマルツヨシ（青山吉能）、タニノギムレット（松岡美里） | 「Everlasting BEATS」                                                                                               | ゲーム『ウマ娘 プリティーダービー』関連曲                                                     |
| 2023年3月29日  | ウマ娘 プリティーダービー WINNING LIVE 11                                                                 | スペシャルウィーク（和氣あず未）、トウカイテイオー（Machico）、ウオッカ（大橋彩香）、テイエムオペラオー（徳井青空）、ナリタブライアン（衣川里佳）、シンボリルドルフ（田所あずさ）、マヤノトップガン（星谷美緒）、マンハッタンカフェ（小倉唯）、アグネスタキオン（上坂すみれ）、アドマイヤベガ（咲々木瞳）、マーベラスサンデー （三宅麻理恵）、ミスターシービー（天海由梨奈）、ツインターボ（花井美春）、サトノダイヤモンド（立花日菜）、キタサンブラック（矢野妃菜喜）、ツルマルツヨシ（青山吉能）、サクラローレル（真野美月）、ナリタトップロード（中村カンナ）、シンボリクリスエス（春川芽生）、タニノギムレット（松岡美里）、メジロラモーヌ（東山奈央）、サトノクラウン（鈴代紗弓）、シュヴァルグラン（夏吉ゆうこ）、ジャングルポケット（藤本侑里）、カツラギエース（藤原夏海） | 「うまぴょい伝説」                                                                                                  | ゲーム『ウマ娘 プリティーダービー』関連曲                                                     |
| 2023年4月22日  | THE IDOLM@STER LIVE THE@TER SOLO COLLECTION 12 Angel Stars                                                | 伊吹翼（Machico） | 「Be proud」 | ゲーム『アイドルマスター ミリオンライブ！ シアターデイズ』関連曲                              |
| 2023年4月26日  | ショウタイム・ルーラー/にっこり^^調査隊のテーマ                                                           | ワンダーランズ×ショウタイム、鏡音リン | 「ショウタイム・ルーラー」                                                                                          | ゲーム『プロジェクトセカイ カラフルステージ! feat. 初音ミク』関連曲                           |
| 2023年4月26日  | ショウタイム・ルーラー/にっこり^^調査隊のテーマ                                                           | ワンダーランズ×ショウタイム、初音ミク | 「にっこり^^調査隊のテーマ」                                                                                        | ゲーム『プロジェクトセカイ カラフルステージ! feat. 初音ミク』関連曲                           |
| 2023年4月28日  | Be The MUSIC!                                                                                             | 「All Music MIKUdemy」一同 | 「Be The MUSIC!」                                                                                                   | ゲーム『プロジェクトセカイ カラフルステージ! feat. 初音ミク』関連曲                           |
| 2023年7月26日  | CRYST@LOUD                                                                                                | 天海春香（中村繪里子）、渋谷凛（福原綾香）、伊吹翼（Machico）、天道輝（仲村宗悟）、八宮めぐる（峯田茉優） | 「CRYST@LOUD」 | ライブイベント『THE IDOLM@STER M@STERS OF IDOL WORLD!!!!! 2023』テーマソング                  |
| 2023年7月26日  | CRYST@LOUD                                                                                                | 伊吹翼（Machico） | 「CRYST@LOUD」 | ライブイベント『THE IDOLM@STER M@STERS OF IDOL WORLD!!!!! 2023』テーマソング                  |
| 2023年7月26日  | THE IDOLM@STER MILLION LIVE! グッドサイン                                                                 | 765 MILLION ALLSTARS | 「グッドサイン」 | ゲーム『アイドルマスター ミリオンライブ！ シアターデイズ』関連曲                              |
| 2023年7月26日  | THE IDOLM@STER MILLION LIVE! グッドサイン                                                                 | エンジェルスターズ | 「グッドサイン」 | ゲーム『アイドルマスター ミリオンライブ！ シアターデイズ』関連曲                              |
| 2023年8月2日   | 88☆彡/星空のメロディー                                                                                    | ワンダーランズ×ショウタイム、KAITO | 「88☆彡」 | ゲーム『プロジェクトセカイ カラフルステージ! feat. 初音ミク』関連曲                           |
| 2023年8月2日   | 88☆彡/星空のメロディー                                                                                    | ワンダーランズ×ショウタイム、MEIKO | 「星空のメロディー」                                                                                                | ゲーム『プロジェクトセカイ カラフルステージ! feat. 初音ミク』関連曲                           |
| 2023年8月23日  | THE IDOLM@STER MILLION ANIMATION THE@TER『Rat A Tat!!!』                                                  | MILLIONSTARS | 「Rat A Tat!!!」 | テレビアニメ『アイドルマスター ミリオンライブ！』オープニングテーマ                           |
| 2023年8月23日  | THE IDOLM@STER MILLION ANIMATION THE@TER『Rat A Tat!!!』                                                  | MILLIONSTARS | 「セブンカウント」                                                                                                  | テレビアニメ『アイドルマスター ミリオンライブ！』イメージソング                               |
| 2023年9月16日  | ウマ娘 プリティーダービー Solo Vocal Tracks Vol.7 5th EVENT ARENA TOUR GO BEYOND -GAZE-                   | トウカイテイオー（Machico） | 「Everlasting BEATS（Game Size）」                                                                                  | ゲーム『ウマ娘 プリティーダービー』関連曲                                                     |
| 2023年10月11日 | どんな結末がお望みだい？/星空オーケストラ                                                                 | ワンダーランズ×ショウタイム、初音ミク | 「どんな結末がお望みだい？」                                                                                        | ゲーム『プロジェクトセカイ カラフルステージ! feat. 初音ミク』関連曲                           |
| 2023年10月11日 | どんな結末がお望みだい？/星空オーケストラ                                                                 | ワンダーランズ×ショウタイム、巡音ルカ | 「星空オーケストラ」                                                                                                | ゲーム『プロジェクトセカイ カラフルステージ! feat. 初音ミク』関連曲                           |
| 2023年10月25日 | THE IDOLM@STER MILLION ANIMATION THE@TER MILLIONSTARS Team8th『REFRAIN REL@TION』                         | MILLIONSTARS Team8th | 「REFRAIN REL@TION」                                                                                                | テレビアニメ『アイドルマスター ミリオンライブ！』関連曲                                       |
| 2023年11月1日  | ウマ娘 プリティーダービー Season 3 ANIMATION DERBY Season 3 vol.2「アコガレChallenge Dash!!」             | キタサンブラック（矢野妃菜喜）、スペシャルウィーク（和氣あず未）、サイレンススズカ（高野麻里佳）、トウカイテイオー（Machico）、ウオッカ（大橋彩香）、ダイワスカーレット（木村千咲）、ゴールドシップ（上田瞳）、メジロマックイーン（大西沙織） | 「アコガレChallenge Dash!!」                                                                                        | テレビアニメ『ウマ娘 プリティーダービー Season 3』エンディングテーマ                          |
| 2023年11月1日  | ウマ娘 プリティーダービー Season 3 ANIMATION DERBY Season 3 vol.2「アコガレChallenge Dash!!」             | キタサンブラック（矢野妃菜喜）、スペシャルウィーク（和氣あず未）、サイレンススズカ（高野麻里佳）、トウカイテイオー（Machico）、ウオッカ（大橋彩香）、ダイワスカーレット（木村千咲）、ゴールドシップ（上田瞳）、メジロマックイーン（大西沙織） | 「うまぴょい伝説」                                                                                                  | テレビアニメ『ウマ娘 プリティーダービー Season 3』関連曲                                      |
| 2023年12月20日 | Mr. Showtime/箱庭のコラル                                                                                 | ワンダーランズ×ショウタイム、巡音ルカ | 「Mr. Showtime」 | ゲーム『プロジェクトセカイ カラフルステージ! feat. 初音ミク』関連曲                           |
| 2023年12月20日 | Mr. Showtime/箱庭のコラル                                                                                 | ワンダーランズ×ショウタイム、KAITO | 「箱庭のコラル」 | ゲーム『プロジェクトセカイ カラフルステージ! feat. 初音ミク』関連曲                           |
| 2024年1月10日  | アイドルマスター ミリオンライブ！ BD 特装版第1巻 特典CD                                                   | 春日未来（山崎はるか）、最上静香（田所あずさ）、伊吹翼（Machico） | 「Rat A Tat!!!」 | テレビアニメ『アイドルマスター ミリオンライブ！』挿入歌                                       |
| 2024年1月10日  | TVアニメ『ウマ娘 プリティーダービー Season 3』ANIMATION DERBY Season 3 vol.3 Original Sound Track         | キタサンブラック（矢野妃菜喜）、サトノダイヤモンド（立花日菜）、サトノクラウン（鈴代紗弓）、シュヴァルグラン（夏吉ゆうこ）、サウンズオブアース（MAKIKO）、ドゥラメンテ（秋奈）、トウカイテイオー（Machico）、メジロマックイーン（大西沙織）、ゴールドシップ（上田瞳）、スペシャルウィーク（和氣あず未）、サイレンススズカ（高野麻里佳）、ウオッカ（大橋彩香）、ダイワスカーレット（木村千咲）、ナイスネイチャ（前田佳織里）、ツインターボ（花井美春）、イクノディクタス（田澤茉純）、マチカネタンホイザ（遠野ひかる）、ロイスアンドロイス（田辺留依）、ヴィルシーナ（奥野香耶）、ヴィブロス（伊藤彩沙）、シンボリルドルフ（田所あずさ）、エアグルーヴ（青木瑠璃子）、ミホノブルボン（長谷川育美）、ライスシャワー（石見舞菜香）、サクラバクシンオー（三澤紗千香）、トーセンジョーダン（鈴木絵理）、マチカネフクキタル（新田ひより）、メイショウドトウ（和多田美咲）、メジロパーマー（のぐちゆり）、ダイタクヘリオス（山根綺）、コパノリッキー（稲垣好） | 「うまぴょい伝説」                                                                                                  | テレビアニメ『ウマ娘 プリティーダービー Season 3』エンディングテーマ                          |
| 2024年1月31日  | THE IDOLM@STER MILLION C@STING 02 エンダーエンダー                                                        | 北上麗花（平山笑美）、舞浜歩（戸田めぐみ）、ロコ（中村温姫）、伊吹翼（Machico）、箱崎星梨花（麻倉もも） | 「エンダーエンダー」                                                                                                | ゲーム『アイドルマスター ミリオンライブ！ シアターデイズ』関連曲                              |
| 2024年2月21日  | THE IDOLM@STER MILLION ANIMATION THE@TER START THE DREAM                                                  | MILLIONSTARS | 「REFRAIN REL@TION」 「Brand New Theater!」                                                                         | テレビアニメ『アイドルマスター ミリオンライブ！』挿入歌                                       |
| 2024年2月21日  | THE IDOLM@STER MILLION ANIMATION THE@TER START THE DREAM                                                  | 春日未来（山崎はるか）、最上静香（田所あずさ）、伊吹翼（Machico）、徳川まつり（諏訪彩花）、七尾百合子（伊藤美来）、箱崎星梨花（麻倉もも）、望月杏奈（夏川椎菜） | 「We Have A Dream（Anime ver.）」                                                                                   | テレビアニメ『アイドルマスター ミリオンライブ！』挿入歌                                       |
| 2024年2月21日  | THE IDOLM@STER MILLION ANIMATION THE@TER START THE DREAM                                                  | MILLIONSTARS | 「Thank You!（Acoustic ver.）」                                                                                     | テレビアニメ『アイドルマスター ミリオンライブ！』挿入歌                                       |
| 2024年2月21日  | THE IDOLM@STER MILLION ANIMATION THE@TER START THE DREAM                                                  | 765 MILLIONSTARS | 「READY!!（Anime ver.）」                                                                                           | テレビアニメ『アイドルマスター ミリオンライブ！』挿入歌                                       |
| 2024年2月21日  | THE IDOLM@STER MILLION ANIMATION THE@TER START THE DREAM                                                  | MILLIONSTARS Team8th | 「READY!!（M@STER VERSION）」                                                                                       | テレビアニメ『アイドルマスター ミリオンライブ！』関連曲                                       |
| 2024年2月24日  | THE IDOLM@STER LIVE THE@TER SOLO COLLECTION 「REFRAIN REL@TION」 Angel Stars                              | 伊吹翼（Machico） | 「REFRAIN REL@TION」                                                                                                | テレビアニメ『アイドルマスター ミリオンライブ！』関連曲                                       |
| 2024年3月29日  | アイドルマスター ミリオンライブ！ BD 特装版第3巻 特典CD                                                   | MILLIONSTARS Team8th | 「Rat A Tat!!!」 | テレビアニメ『アイドルマスター ミリオンライブ！』関連曲                                       |
| 2024年5月8日   | プロジェクトセカイ カラフルステージ！ feat. 初音ミク アナザーボーカルアルバム ワンダーランズ×ショウタイム | 天馬司（廣瀬大介）、草薙寧々（Machico） | 「チュルリラ・チュルリラ・ダッダッダ！」                                                                            | ゲーム『プロジェクトセカイ カラフルステージ！ feat. 初音ミク』関連曲                          |
| 2024年5月8日   | プロジェクトセカイ カラフルステージ！ feat. 初音ミク アナザーボーカルアルバム ワンダーランズ×ショウタイム | 草薙寧々（Machico）、神代類（土岐隼一） | 「セカイはまだ始まってすらいない」 「ニジイロストーリーズ」                                                         | ゲーム『プロジェクトセカイ カラフルステージ！ feat. 初音ミク』関連曲                          |
| 2024年5月8日   | プロジェクトセカイ カラフルステージ！ feat. 初音ミク アナザーボーカルアルバム ワンダーランズ×ショウタイム | 草薙寧々（Machico） | 「スイートマジック」 「ポジティブ☆ダンスタイム」 「夜に駆ける」 「トンデモワンダーズ」 「テレキャスタービーボーイ」 | ゲーム『プロジェクトセカイ カラフルステージ！ feat. 初音ミク』関連曲                          |
| 2024年6月26日  | キラピピ★キラピカ/フィラメントフィーバー                                                                  | ワンダーランズ×ショウタイム、MEIKO | 「キラピピ★キラピカ」 「フィラメントフィーバー」                                                                    | ゲーム『プロジェクトセカイ カラフルステージ！ feat. 初音ミク』関連曲                          |
| 2024年7月29日  | ライブスタート                                                                                            | Live-ON CAST | 「ライブスタート」                                                                                                  | テレビアニメ『VTuberなんだが配信切り忘れたら伝説になってた』エンディングテーマ                |
| 2024年7⽉31⽇  | THE IDOLM@STER MILLION LIVE! 7Days A Week!!                                                               | 765 MILLION ALLSTARS | 「7Days A Week!!」 「DIAMOND DAYS」                                                                                 | ゲーム『アイドルマスター ミリオンライブ！ シアターデイズ』関連曲                              |
| 2024年7⽉31⽇  | THE IDOLM@STER MILLION LIVE! 7Days A Week!!                                                               | 北上麗花（平山笑美）、舞浜歩（戸田めぐみ）、ロコ（中村温姫）、伊吹翼（Machico）、箱崎星梨花（麻倉もも） | 「DIAMOND DAYS」 | ゲーム『アイドルマスター ミリオンライブ！ シアターデイズ』関連曲                              |
| 2024年7⽉31⽇  | THE IDOLM@STER LIVE THE@TER SOLO COLLECTION 「DIAMOND DAYS」 ANGEL STARS                                  | 伊吹翼（Machico） | 「DIAMOND DAYS」 | ゲーム『アイドルマスター ミリオンライブ！ シアターデイズ』関連曲                              |
| 2024年8月31日  | ウマ娘 プリティーダービー Solo Vocal Tracks Vol.10 Twinkle Circle! in HAKODATE                            | トウカイテイオー（Machico） | 「トレセン音頭（Game Size）」                                                                                       | ゲーム『ウマ娘 プリティーダービー』関連曲                                                     |
| 2024年10月30日 | 世界を照らすテトラッド/サイバーパンクデッドボーイ                                                         | ワンダーランズ×ショウタイム、初音ミク | 「世界を照らすテトラッド」                                                                                          | ゲーム『プロジェクトセカイ カラフルステージ! feat. 初音ミク』関連曲                           |
| 2024年10月30日 | 世界を照らすテトラッド/サイバーパンクデッドボーイ                                                         | ワンダーランズ×ショウタイム、鏡音リン | 「サイバーパンクデッドボーイ」                                                                                      | ゲーム『プロジェクトセカイ カラフルステージ! feat. 初音ミク』関連曲                           |
| 2024年11月27日 | VTuberなんだが配信切り忘れたら伝説になってた Blu-ray&DVD Vol.1                                            | 祭屋光（Machico） | 「スイートマジック」                                                                                                | テレビアニメ『VTuberなんだが配信切り忘れたら伝説になってた』エンディングテーマ                |
| 2024年12月11日 | アイ NEED YOU（FOR WONDERFUL STORY）【ミリオンライブ！盤】                                                | THE IDOLM@STER BRILLIANT STARS | 「アイ NEED YOU（FOR WONDERFUL STORY）」                                                                            | 「アイドルマスターシリーズ」20周年記念楽曲                                                    |
| 2024年12月11日 | アイ NEED YOU（FOR WONDERFUL STORY）【ミリオンライブ！盤】                                                | MILLIONSTARS | 「アイ NEED YOU（FOR WONDERFUL STORY）」                                                                            | 「アイドルマスターシリーズ」20周年記念楽曲                                                    |
| 2024年12月11日 | アイ NEED YOU（FOR WONDERFUL STORY）【ミリオンライブ！盤】                                                | 伊吹翼（Machico） | 「アイ NEED YOU（FOR WONDERFUL STORY）」                                                                            | 「アイドルマスターシリーズ」20周年記念楽曲                                                    |
| 2025年1月17日  | スマイル*シンフォニー                                                                                     | ワンダーランズ×ショウタイム | 「スマイル*シンフォニー」                                                                                           | 劇場アニメ『劇場版プロジェクトセカイ 壊れたセカイと歌えないミク』アフターライブ歌唱楽曲       |
| 2025年1月30日  | Worlders                                                                                                  | バーチャル・シンガー、Leo/need、MORE MORE JUMP!、Vivid BAD SQUAD、ワンダーランズ×ショウタイム、25時、ナイトコードで。 | 「Worlders」 | 劇場アニメ『劇場版プロジェクトセカイ 壊れたセカイと歌えないミク』エンディングテーマ           |
| 2025年2月21日  | 群青讃歌（劇場版プロジェクトセカイver.）                                                                  | Leo/need、MORE MORE JUMP!、Vivid BAD SQUAD、ワンダーランズ×ショウタイム、25時、ナイトコードで。 | 「群青讃歌（劇場版プロジェクトセカイver.）」                                                                        | 劇場アニメ『劇場版プロジェクトセカイ 壊れたセカイと歌えないミク』挿入歌                       |
| 2025年3月19日  | オペラ！スペースオペラ！/成敗いたAAAAAす！                                                                | ワンダーランズ×ショウタイム、鏡音レン | 「オペラ！スペースオペラ！」                                                                                        | ゲーム『プロジェクトセカイ カラフルステージ！ feat. 初音ミク』関連曲                          |
| 2025年3月19日  | オペラ！スペースオペラ！/成敗いたAAAAAす！                                                                | ワンダーランズ×ショウタイム、巡音ルカ | 「成敗いたAAAAAす！」                                                                                               | ゲーム『プロジェクトセカイ カラフルステージ！ feat. 初音ミク』関連曲                          |
| 2025年3月31日  | 徳川カップヌードル禁止令                                                                                  | 草薙寧々（Machico）、ネネロボ（Machico）、ミクダヨー、鏡音レン、KAITO | 「徳川カップヌードル禁止令」                                                                                        | 日清食品『カップヌードル』×『プロジェクトセカイ カラフルステージ！ feat. 初音ミク』コラボ楽曲 |
| 2025年5月28日  | ワンダーランズ×ショウタイム SEKAI ALBUM vol.3                                                             | ワンダーランズ×ショウタイム、鏡音レン | 「嗚呼、素晴らしきニャン生」 「おちゃめ機能」                                                                       | ゲーム『プロジェクトセカイ カラフルステージ! feat. 初音ミク』関連曲                           |
| 2025年5月28日  | ワンダーランズ×ショウタイム SEKAI ALBUM vol.3                                                             | ワンダーランズ×ショウタイム、初音ミク | 「太陽系デスコ」 「ちがう!!!」 「転生林檎」                                                                         | ゲーム『プロジェクトセカイ カラフルステージ! feat. 初音ミク』関連曲                           |
| 2025年5月28日  | ワンダーランズ×ショウタイム SEKAI ALBUM vol.3                                                             | 鳳えむ（木野日菜）、草薙寧々（Machico）、初音ミク | 「我儘姫」 | ゲーム『プロジェクトセカイ カラフルステージ! feat. 初音ミク』関連曲                           |
| 2025年5月28日  | ワンダーランズ×ショウタイム SEKAI ALBUM vol.3                                                             | ワンダーランズ×ショウタイム、鏡音リン | 「強風オールバック」 「きょうもハレバレ」                                                                           | ゲーム『プロジェクトセカイ カラフルステージ! feat. 初音ミク』関連曲                           |
| 2025年5月28日  | ワンダーランズ×ショウタイム SEKAI ALBUM vol.3                                                             | ワンダーランズ×ショウタイム、KAITO | 「古書屋敷殺人事件」                                                                                                | ゲーム『プロジェクトセカイ カラフルステージ! feat. 初音ミク』関連曲                           |
| 2025年5月28日  | ワンダーランズ×ショウタイム SEKAI ALBUM vol.3                                                             | ワンダーランズ×ショウタイム、巡音ルカ | 「1000年生きてる」                                                                                                  | ゲーム『プロジェクトセカイ カラフルステージ! feat. 初音ミク』関連曲                           |
| 2025年5月28日  | ワンダーランズ×ショウタイム SEKAI ALBUM vol.3                                                             | 鳳えむ（木野日菜）、草薙寧々（Machico）、MEIKO | 「QUEEN」 | ゲーム『プロジェクトセカイ カラフルステージ! feat. 初音ミク』関連曲                           |
| 2025年9月17日  | ぼくのかみさま/オールセーブチャレンジ                                                                     | ワンダーランズ×ショウタイム、鏡音レン | 「ぼくのかみさま」                                                                                                  | ゲーム『プロジェクトセカイ カラフルステージ! feat. 初音ミク』関連曲                           |
| 2025年9月17日  | ぼくのかみさま/オールセーブチャレンジ                                                                     | ワンダーランズ×ショウタイム、KAITO | 「オールセーブチャレンジ」                                                                                          | ゲーム『プロジェクトセカイ カラフルステージ! feat. 初音ミク』関連曲                           |

## 出版

### 写真集
- 『マチコレクション』（2020年10月25日）

## ライブ・イベント

### 合同ライブ
本項ではMachico個人名義での出演、または歌手としての作品ユニット等での参加を記載。声優としての作品ユニット等での参加は｢声優参加作品｣を参照。
| 出演日               | タイトル | 会場                                                                                |
| -------------------- | --- | ----------------------------------------------------------------------------------- |
| 2013年10月26日       | Anisong Ichiban!! presented by HoriPro vol.1                                                                 | AKIBAカルチャーズ劇場（東京都）                                                     |
| 2013年11月30日       | Anisong Ichiban!! presented by HoriPro vol.2                                                                 | AKIBAカルチャーズ劇場（東京都）                                                     |
| 2013年12月22日       | Anisong Ichiban!! presented by HoriPro vol.3                                                                 | AKIBAカルチャーズ劇場（東京都）                                                     |
| 2014年1月18日        | Anisong Ichiban!! presented by HoriPro vol.4                                                                 | AKIBAカルチャーズ劇場（東京都）                                                     |
| 2014年2月16日        | Anisong Ichiban!! presented by HoriPro vol.5                                                                 | AKIBAカルチャーズ劇場（東京都）                                                     |
| 2014年3月22日        | Anisong Ichiban!! presented by HoriPro in AnimeJapan                                                         | 東京ビッグサイト（東京都）                                                          |
| 2014年3月30日        | Anisong Ichiban!! presented by HoriPro vol.6                                                                 | AKIBAカルチャーズ劇場（東京都）                                                     |
| 2014年6月1日         | Anisong Ichiban!! presented by HoriPro in 赤坂BLITZ                                                          | 赤坂BLITZ（東京都）                                                                 |
| 2014年7月6日         | Anisong Ichiban!! presented by HoriPro vol.7                                                                 | AKIBAカルチャーズ劇場（東京都）                                                     |
| 2014年10月4日        | 柳ケ瀬！サブカルパーティー JOYSOUNDアニソン・カラオケ大会                                                    | ホテルグランヴェール岐山（岐阜県）                                                  |
| 2014年10月18日       | Anisong Ichiban!! presented by HoriPro in Osaka!                                                             | ESAKA MUSE（大阪府）                                                                |
| 2014年11月2日        | Anisong Ichiban!!presented by HoriPro in KOKURA                                                              | あるあるYY劇場（福岡県）                                                            |
| 2014年11月29日       | アニソンディスコ〜ニッポンのオンガク                                                                         | 渋谷 WOMB（東京都）                                                                 |
| 2014年12月7日        | アニうたKITAKYUSHU 2014                                                                                      | 西日本総合展示場（福岡県）                                                          |
| 2014年12月20日       | アニうた Xmas Live 2014                                                                                      | ラフォーレミュージアム六本木（東京都）                                              |
| 2015年1月31日        | Anisong Ichiban!! presented by HoriPro in NAGOYA!!                                                           | 名古屋 CLUB QUATTRO（愛知県）                                                       |
| 2015年2月7日         | みるくらりあっとvol.7S                                                                                       | ディファ有明（東京都）                                                              |
| 2015年3月7日         | Anisong Ichiban!! presented by HoriPro in SENDAI!                                                            | 仙台Rensa（宮城県）                                                                 |
| 2015年5月23日        | Super★Premium vol.6                                                                                          | ZeppNagoya（愛知県）                                                                |
| 2015年5月30日、31日  | @JAM 2015 | Zepp DiverCity（東京都）                                                            |
| 2015年6月7日         | Anisong Ichiban!!presented by HoriPro in KANAZAWA                                                            | 金沢 EIGHT HALL（石川県）                                                           |
| 2015年10月10日       | Anisong Ichiban!! presented by HoriPro featuring JAPAN POP CULTURE CARNIVAL 2015 IN MATSUDO                  | 森のホール21（千葉県）                                                              |
| 2016年7月10日        | JOYSOUND presents 小山剛志カラオケ企画 第2弾『カラオケMAX』                                                  | 光が丘IMAホール（東京都）                                                           |
| 2017年2月18日        | JOYSOUND presents 小山剛志カラオケ企画 第3弾『カラオケMAX』                                                  | TOKYO DOME CITY HALL（東京都）                                                      |
| 2017年8月25日        | Animelo Summer Live 2017 -THE CARD-                                                                          | さいたまスーパーアリーナ（埼玉県）                                                  |
| 2017年9月23日        | JOYSOUND presents 小山剛志カラオケ企画 第4弾『カラオケMAX』                                                  | 市川市文化会館（千葉県）                                                            |
| 2018年7月31日        | ACG香港2018 HEARTBEAT動漫音楽祭                                                                              | 香港コンベンション・アンド・エキシビション・センター（香港）                        |
| 2018年10月20日       | 超アニソンライブ2018 supported by がたふぇす                                                                 | 新潟県民会館（新潟県）                                                              |
| 2018年11月10日       | 京 Premium Live 2018                                                                                         | ロームシアター京都メインホール（京都府）                                            |
| 2018年12月16日       | リスアニ！LIVE TAIWAN Supported by 戰鬥女子學園                                                              | 台湾大学体育館（台湾）                                                              |
| 2018年12月29日       | JOYSOUND presents 小山剛志カラオケ企画 第9弾『カラオケMAX』                                                  | ベルサール高田馬場（東京都）                                                        |
| 2019年1月19日        | ANIMAX MUSIX 2019 OSAKA supported by ひかりTV                                                                | 大阪城ホール（大阪府）                                                              |
| 2019年3月9日         | J:COM presents ｢スペシャルアニソンライブ｣ in ユニバーサル・スタジオ・ジャパン                                | ユニバーサル・モンスター・ライブ・ロックンロール・ショー（大阪府）                  |
| 2019年3月24日        | ROCK ON JAPAN 2019                                                                                           | マクファーソンスタジアム【MacPherson Stadium (麥花臣場館)】（香港）                 |
| 2019年4月7日         | FANJ Premium Live 2019                                                                                       | 京都FANJ（京都府）                                                                  |
| 2019年6月30日        | JOYSOUND presents 小山剛志カラオケ企画 第10弾『カラオケMAX』                                                 | 幕張メッセ ホール4（千葉県）                                                        |
| 2019年7月21日        | アニソンクラブ×NEXT!! vol.25                                                                                 | 町田CRAGE（東京都）                                                                 |
| 2019年10月26日       | ANIMAX MUSIX THE 前夜祭 オーディション決勝大会 KOBE                                                          | Live House CASH BOX（兵庫県）                                                       |
| 2019年10月27日       | ANIMAX MUSIX 2019 KOBE                                                                                       | 神戸ワールド記念ホール（兵庫県）                                                    |
| 2019年11月9日        | リスアニ！LIVE BEIJING                                                                                       | 中国国際展覧中心（中国）                                                            |
| 2019年11月17日       | SHIGA ANISON STADIUM 〜シガスタ〜                                                                            | 野洲文化ホール 大ホール（滋賀県）                                                   |
| 2019年12月7日        | 京 Premium Live 2019 Day1                                                                                    | ロームシアター京都メインホール（京都府）                                            |
| 2020年9月19日        | 『ヒーリングっど♥プリキュア』スペシャルトーク＆ミニライブ生配信 〜おウチでうたって♪おどっちゃおう！〜        | オンライン                                                                          |
| 2020年11月3日        | 「横浜文化プログラム2020」ヒーリングっど♥プリキュアステージ                                                  | 日本丸メモリアルパーク アリーナ（神奈川県）                                         |
| 2020年12月13日       | 京 Premium Live 2020 Day2                                                                                    | ロームシアター京都メインホール（京都府）                                            |
| 2021年1月30日        | ANIMAX MUSIX 2021 ONLINE                                                                                     | オンライン                                                                          |
| 2021年2月21日        | ヒーリングっど♥プリキュア感謝祭                                                                              | オンライン                                                                          |
| 2021年9月25日        | トロピカル〜ジュ!プリキュアLIVE2021 Viva!トロピカSUMMER!LIVE                                                 | パシフィコ横浜国立大ホール（神奈川県）                                              |
| 2021年10月2日        | Dance Dance Dance @ YOKOHAMA 2021「横浜ダンスパラダイス」 『トロピカル～ジュ！プリキュア』スペシャルステージ | クイーンズスクエア横浜クイーンズサークル（神奈川県）                                |
| 2021年11月20日       | ANIMAX MUSIX 2021                                                                                            | 横浜アリーナ（神奈川県）                                                            |
| 2021年12月11日       | 京 Premium Live 2021                                                                                         | ロームシアター京都メインホール（京都府）                                            |
| 2022年1月4日         | 声優紅白歌合戦2022                                                                                           | 東京ガーデンシアター（東京都）                                                      |
| 2022年1月23日        | リスアニ！LIVE 2022 SUNDAY STAGE                                                                             | 日本武道館（東京都）                                                                |
| 2022年2月19日、20日  | トロピカル〜ジュ！プリキュア 感謝祭                                                                          | J:COMホール八王子（東京都）                                                         |
| 2022年5月1日         | 『デリシャスパーティ♡プリキュア』主題歌シングル購入者限定 リリース記念ライブ                                 | harevutai（東京都）                                                                 |
| 2022年8月3日         | テレビ朝日・六本木ヒルズ 夏祭り SUMMER STATION「デリシャスパーティ♡プリキュア ハッピーランチタイム♪」        | 六本木ヒルズアリーナ（東京都）                                                      |
| 2022年9月18日        | 横浜音祭り2022「街に広がる音プロジェクト」『デリシャスパーティ♡プリキュア』スペシャルステージ                | 横浜ランドマークタワー ランドマークプラザ サカタのタネ ガーデンスクエア（神奈川県） |
| 2022年10月29日、30日 | デリシャスパーティ♡プリキュアLIVE2022 Cheers!Delicious LIVE Party♡                                           | TOKYO DOME CITY HALL（東京都）                                                      |
| 2023年2月18日、19日  | デリシャスパーティ♡プリキュア 感謝祭                                                                         | 中野サンプラザホール（東京都）                                                      |
| 2023年7月1日         | プリキュアシンガーズ Premium LIVE HOUSE Circuit！vol.1 ＜2019-2023 Newest 5 Years ～広島公演～＞             | BLUELIVE HIROSHIMA（広島県）                                                        |
| 2023年8月26日        | Animelo Summer Live 2023 -AXEL-（ソロ及び「Hero Girls!“サマー”スカイ！プリキュア」として）                   | さいたまスーパーアリーナ（埼玉県）                                                  |
| 2023年9月2日         | 北海道ベストフレンドパーク                                                                                   | 札幌国際交流館 ライラックホール（北海道）                                           |
| 2023年10月21日       | ひろがるスカイ!プリキュアLIVE2023 Hero Girls Live 〜Max!Splash!GoGo!〜                                       | パシフィコ横浜国立大ホール（神奈川県）                                              |
| 2023年12月10日       | 京 Premium Live 2023                                                                                         | ロームシアター京都メインホール（京都府）                                            |
| 2024年1月20日・21日  | 全プリキュア 20th Anniversary LIVE!                                                                          | 横浜アリーナ（神奈川県）                                                            |
| 2024年3月24日        | AnimeJapan2024 マーベラスブース プリキュアシンガーミニステージ                                               | 東京ビッグサイト（東京都）                                                          |
| 2024年10月12日       | わんだふるぷりきゅあ!LIVE2024 FUN☆FUN☆えぼりゅーしょん!                                                      | KT Zepp Yokohama（神奈川県）                                                        |

### オーケストラコンサート（歌唱参加）
| 出演日         | タイトル                                                                  | 会場                                    |
| -------------- | ------------------------------------------------------------------------- | --------------------------------------- |
| 2019年2月3日   | この素晴らしい世界に祝福を!〜この素晴らしい音楽に喝采を!                  | 東京芸術劇場（東京都）                  |
| 2021年10月16日 | セカイシンフォニー（プロジェクトセカイ カラフルステージ! feat. 初音ミク） | パシフィコ横浜 国立大ホール（神奈川県） |

### 声優参加作品
| 出演日              | タイトル | 会場                                      |
| ------------------- | --- | ----------------------------------------- |
| 2014年2月22日、23日 | THE IDOLM@STER M@STERS OF IDOL WORLD!!2014 Day1/Day2                                                                         | さいたまスーパーアリーナ（埼玉県）        |
| 2014年6月7日、8日   | THE IDOLM@STER MILLION LIVE 1stLIVE HAPPY☆PERFORM@NCE!! Day1/Day2                                                            | 中野サンプラザ（東京都）                  |
| 2014年8月30日       | Animelo Summer Live 2014 -ONENESS- （アイドルマスターミリオンスターズ）                                                      | さいたまスーパーアリーナ（埼玉県）        |
| 2015年4月4日、5日   | THE IDOLM@STER MILLION LIVE! 2ndLIVE ENJOY H@RMONY!! Day1/Day2                                                               | 幕張メッセイベントホール（千葉県）        |
| 2015年7月19日       | THE IDOLM@STER M@STERS OF IDOL WORLD!!2015 Day2                                                                              | 西武プリンスドーム（埼玉県）              |
| 2016年2月7日        | THE IDOLM@STER MILLION LIVE! 3rdLIVE TOUR BELIEVE MY DRE@M!!＠SENDAI0207                                                     | ゼビオアリーナ仙台（宮城県）              |
| 2016年3月12日       | THE IDOLM@STER MILLION LIVE! 3rdLIVE TOUR BELIEVE MY DRE@M!!＠OSAKA0312                                                      | オリックス劇場（大阪府）                  |
| 2016年4月17日       | THE IDOLM@STER MILLION LIVE! 3rdLIVE TOUR BELIEVE MY DRE@M!!＠MAKUHARI0417                                                   | 幕張メッセイベントホール（千葉県）        |
| 2017年3月10日       | THE IDOLM@STER MILLION LIVE! 4thLIVE TH@NK YOU for SMILE!! Day1                                                              | 日本武道館（東京都）                      |
| 2017年7月1日        | ウマ娘 1st EVENT「Special Weekend！」                                                                                        | 舞浜アンフィシアター（千葉県）            |
| 2017年8月25日       | Animelo Summer Live 2017 -THE CARD-（アイドルマスターミリオンスターズ）                                                      | さいたまスーパーアリーナ（埼玉県）        |
| 2018年6月3日        | THE IDOLM@STER MILLION LIVE! 5thLIVE BRAND NEW PERFORM@NCE!!! Day2                                                           | さいたまスーパーアリーナ（埼玉県）        |
| 2018年8月25日       | Animelo Summer Live 2018 -OK!-（ウマ娘 プリティーダービー）                                                                  | さいたまスーパーアリーナ（埼玉県）        |
| 2018年8月26日       | Animelo Summer Live 2018 -OK!-（アイドルマスター ミリオンライブ! ミリオンスターズ）                                          | さいたまスーパーアリーナ（埼玉県）        |
| 2018年10月14日      | ウマ娘 プリティーダービー 2nd EVENT「Sound Fanfare！」                                                                       | 幕張メッセイベントホール（千葉県）        |
| 2019年4月27日、28日 | THE IDOLM@STER MILLION LIVE! 6thLIVE TOUR 仙台Angel STATION Day1/Day2                                                        | ゼビオアリーナ仙台（宮城県）              |
| 2019年6月1日        | ライフリング4 GO!GO!ライブ Vol.1                                                                                             | 大塚Hearts next（東京都）                 |
| 2019年6月23日       | 20th Anniversary ランティス祭り 2019 A・R・I・G・A・T・O ANISONG 本公演（アイドルマスター ミリオンライブ! ミリオンスターズ） | 幕張メッセ国際展示場 9-11ホール（千葉県） |
| 2019年7月27日       | ライフリング4 GO!GO!ライブ Vol.2                                                                                             | TwinBox GARAGE（東京都）                  |
| 2019年8月10日       | ライフリング4 GO!GO!ライブ Vol.3                                                                                             | 六本木VARIT.（東京都）                    |
| 2019年9月21日       | THE IDOLM@STER MILLION LIVE! 6thLIVE TOUR UNI-ON@IR!!!! SPECIAL LIVE DAY1                                                    | さいたまスーパーアリーナ（埼玉県）        |
| 2019年9月28日       | ライフリング4 GO!GO!ライブ Vol.4                                                                                             | 大塚Hearts+（東京都）                     |
| 2019年10月19日      | バンダイナムコエンターテインメントフェスティバル DAY1（アイドルマスター 765ミリオンスターズ）                                | 東京ドーム（東京都）                      |
| 2020年1月19日       | ミリシタ感謝祭 2019〜2020 | 舞浜アンフィシアター（千葉県）            |
| 2021年2月28日       | リスアニ！LIVE 2021 SUNDAY STAGE（アイドルマスター ミリオンライブ！）                                                        | 日本武道館（東京都）                      |
| 2021年8月28日、29日 | ウマ娘 プリティーダービー 3rd EVENT「WINNING DREAM STAGE」Day1/Day2                                                          | 東京ガーデンシアター（東京都）            |
| 2022年2月13日       | THE IDOLM＠STER MILLION LIVE! 8thLIVE Twelw@ve DAY2                                                                          | 武蔵野の森総合スポーツプラザ（東京都）    |
| 2022年3月6日、7日   | ウマ娘 プリティーダービー 4th EVENT「SPECIAL DREAMERS!!」東京公演 Day1/Day2                                                  | 武蔵野の森総合スポーツプラザ（東京都）    |
| 2022年5月4日        | ウマ娘 プリティーダービー 4th EVENT「SPECIAL DREAMERS!!」横浜公演 Day1                                                       | ぴあアリーナMM（神奈川県）                |
| 2022年11月5日、6日  | ウマ娘 プリティーダービー 4th EVENT「SPECIAL DREAMERS!!」EXTRA STAGE Day1/Day2                                               | ベルーナドーム（埼玉県）                  |
| 2023年1月14日       | THE IDOLM@STER MILLION LIVE! 9thLIVE ChoruSp@rkle!! DAY1                                                                     | 日本武道館（東京都）                      |
| 2023年2月11日       | THE IDOLM@STER M@STERS OF IDOL WORLD!!!!! 2023 DAY1                                                                          | 東京ドーム（東京都）                      |
| 2023年4月1日        | swing,sing 1st LIVE「It don't mean…」                                                                                        | 軽井沢大賀ホール（長野県）                |

### トークイベント
| 出演日        | タイトル                                                                       | 会場                           |
| ------------- | ------------------------------------------------------------------------------ | ------------------------------ |
| 2022年9月10日 | Machico TALK & LIVE                                                            | クレイトンベイホテル（広島県） |
| 2023年3月25日 | 「Machico♡プリキュアのうた！」リリース記念！バースデースペシャルトーク＆ライブ | 渋谷WWW（東京都）              |
| 2023年4月29日 | クレイトンベイホテル公式アンバサダー就任記念 Machico TALK & LIVE               | クレイトンベイホテル（広島県） |

### ファンクラブイベント
| 出演日        | タイトル                                              | 会場                                           |
| ------------- | ----------------------------------------------------- | ---------------------------------------------- |
| 2017年8月29日 | DAY'S melody: ZO≒NA会員限定打ち上げ〜のんべんだらり〜 | SuNaBa（東京都）                               |
| 2018年8月18日 | Machico FUNFAN EVENT                                  | ライブハウス「晴れたら空に豆まいて」（東京都） |
| 2019年7月20日 | Machico FUNFAN EVENT2                                 | 東京カルチャーカルチャー（東京都）             |
| 2020年8月2日  | Machico FUNFAN EVENT3                                 | オンライン                                     |
| 2021年9月4日  | Machico FUNFAN EVENT4                                 | オンライン                                     |